# المتنورون

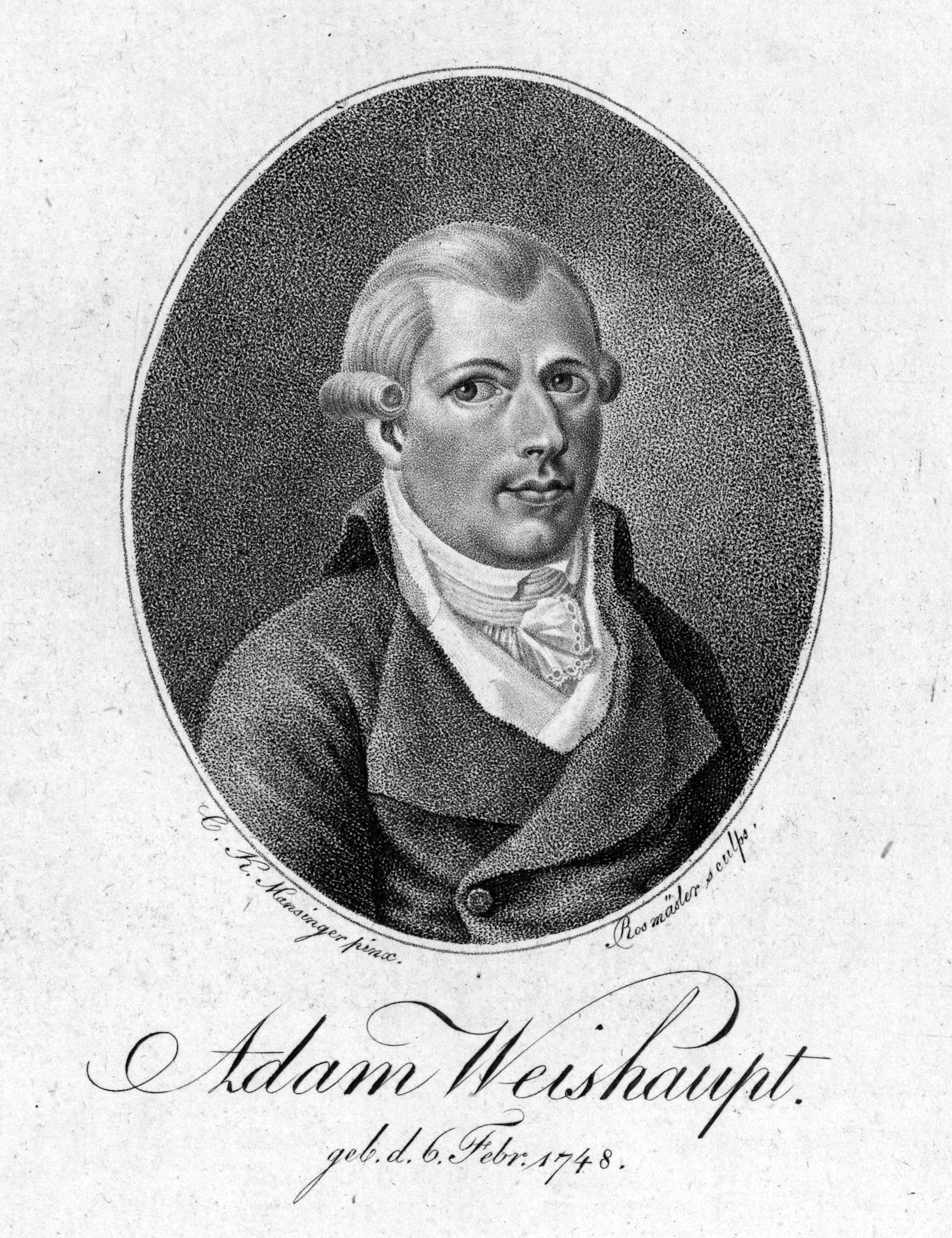
آدم وايسهاوبت (مؤسس منظمة المتنورين)

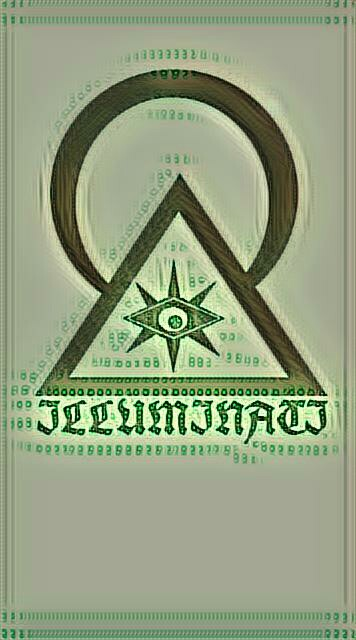
شعار الطبقة المستنيرة

المتنورون (باللاتينية: Illuminati) (إلوميناتي) ومفردها "illuminatus" إلوميناتوس، هم جمعية سرية تأسست في 1 مايو 1776 فيما يسمى آنذاك (عصر التنوير). و«المتنورون» اسم يشير إلى عدة مجموعات، سواء التاريخية منها أو الحديثة، سواء كانت حقيقية أو وهمية، فمن الناحية التاريخية فإنه يشير تحديدًا إلى فرقة المتنورين في مدينة إنغولشتات بولاية بافاريا في ألمانيا،
وأما في العصور الحديثة فالمتنورين أو إلوميناتي أصبحت كلمة تستخدم للإشارة إلى التآمر أو (تنظيم المؤامرة المزعومة). تأثرت هذه المنظمة الراديكالية بفلسفة التنوير والعقل وناضلت من أجل حرية التعبير ضد التسلط والتحيز.
وكان الهدف الرئيسي سيادة الشعب وإقامة مجتمع عقلاني من خلال التنوير وحسن الأخلاق. ويقال أن عددهم كان حوالي 2000 عضو.
لقد تم حظر المتنورين بناءً على طلب من حكومة ولاية بافاريا، وكان الحظر الأول في عام 1784 عندما أُصدر حظر عام ضد كل المنظمات السرية، وفي عام 1785 كان الحظر صريحًا ضد منظمة المتنورين بالذات. وقد ضبطت السلطات البافارية كميات كبيرة من وثائق المنظمة وتم نشرها لاحقًا بمثابة تحذير.
عندما تم حظر المتنورين في بافاريا هرب مُؤسّس مُنظّمة المُتنوّرين: آدم وايسهاوبت من البلاد، وقاد المنظمة بعد فراره يوهان كريستوف الذي توفي في عام 1793.
كان هناك العديد من الرموز الكتابية واللفظية المستخدمة للدلالة على أحداث أو طقوس معينة، ومن هذه الرموز على سبيل المثال ما يسمى أوبرا موتسارت والناي السحري والذي يعتقد أنها تعبيرات لفظية تلخص اضطهاد الحكومة البافارية لبعض طقوس المتنورين في فيينا مثل (فريموريرلوسجنز).
في عام 1797 و1798 نشر كتاب لليسوعي الفرنسي أوغسطين بيرويل تحت عنوان (مذكرات في تنوير تاريخ اليعقوبيون)، والاسكتلندي جون روبنسون الذي قام بنشر كتابه (الأدلة على وجود المؤامرة). كلا الكتابين يزعمان أن المتنورين منظمة موجودة وتعمل بسرية، مع ربطها ببعض الأحداث وبنظرية المؤامرة؛ ومن ضمن تلك الأحداث الثورة الفرنسية التي كانت جزءًا من خطة المتنورين لتغيير العالم، واتهمت هذه الكتب المنظمة بالوقوف وراء الحرب العالمية الأولى والثانية، والثالثة، والرأسمالية، والشيوعية والقومية الاشتراكية، والصهيونية، والإيدز، إنشاء الأمم المتحدة، حرب فيتنام، وهجمات 11 سبتمبر وحروب أخرى كثيرة، وكذلك اغتيال جون كينيدي، وإنشاء منظمات سرية أخرى، ونشر الأمراض والفيروسات وما شابه ذلك.
أيضًا يقول ليوبولد إنها تقوم بدور وهمي «للقوة الدافعة وراء العرش»، والتي يزعمون إنها تعني السيطرة على شؤون العالم من خلال الحكومات والشركات، وكل تنوير في نظر المؤسسات الدينية هو تآمر على الله، مع أن التنوير هو تجسيد للحداثة التي بدأت واستمرت مع المتنورين في ولاية بافاريا. يأتي في هذا السياق القول كثيرًا بأن المتنورين هم وراء صناعة وبناء (النظام العالمي الجديد) (New World Order)، الكثيرون يعتقدون بأن المتنورين هم العقول المدبرة وراء الأحداث التي كان من شأنها أن تؤدي إلى إنشاء مثل هذا النظام العالمي الجديد.
أطلق على المتنورين عدة أسماء منها "Perfectibilists" و (منظمة الفرسان المتنورين) و (متنوري بافاريا). وفي الفترة التي سمح لهم بالعمل انضم إليها الكثير من المثقفين والسياسيين والدوقات، بما في ذلك فرديناند من برونزويك والدبلوماسي كزافييه فون، والبارون أدولف فرانز الذي كان أيضًا الرجل الثاني في المنظمة. يؤمن المتنورون بوجوب الولاء والطاعة لرؤسائهم، وقد كانوا مقسمين إلى ثلاث فئات رئيسية، وكل فئة تضم درجات.
وكان لهذه المنظمة فروعًا في معظم بلدان القارة الأوروبية. وقد أغرى فكر المتنورين الكثير من الأدباء مثل: يوهان فولفغانغ فون غوته، ويوهان غوتفريد هيردر، وهناك الكثير من الكتاب أمثال مارك إلنرد، ديفيد آيك، رايان بيرك، لينا مورغان.

## خلفية المنظمة

### بافاريا الكاثوليكية

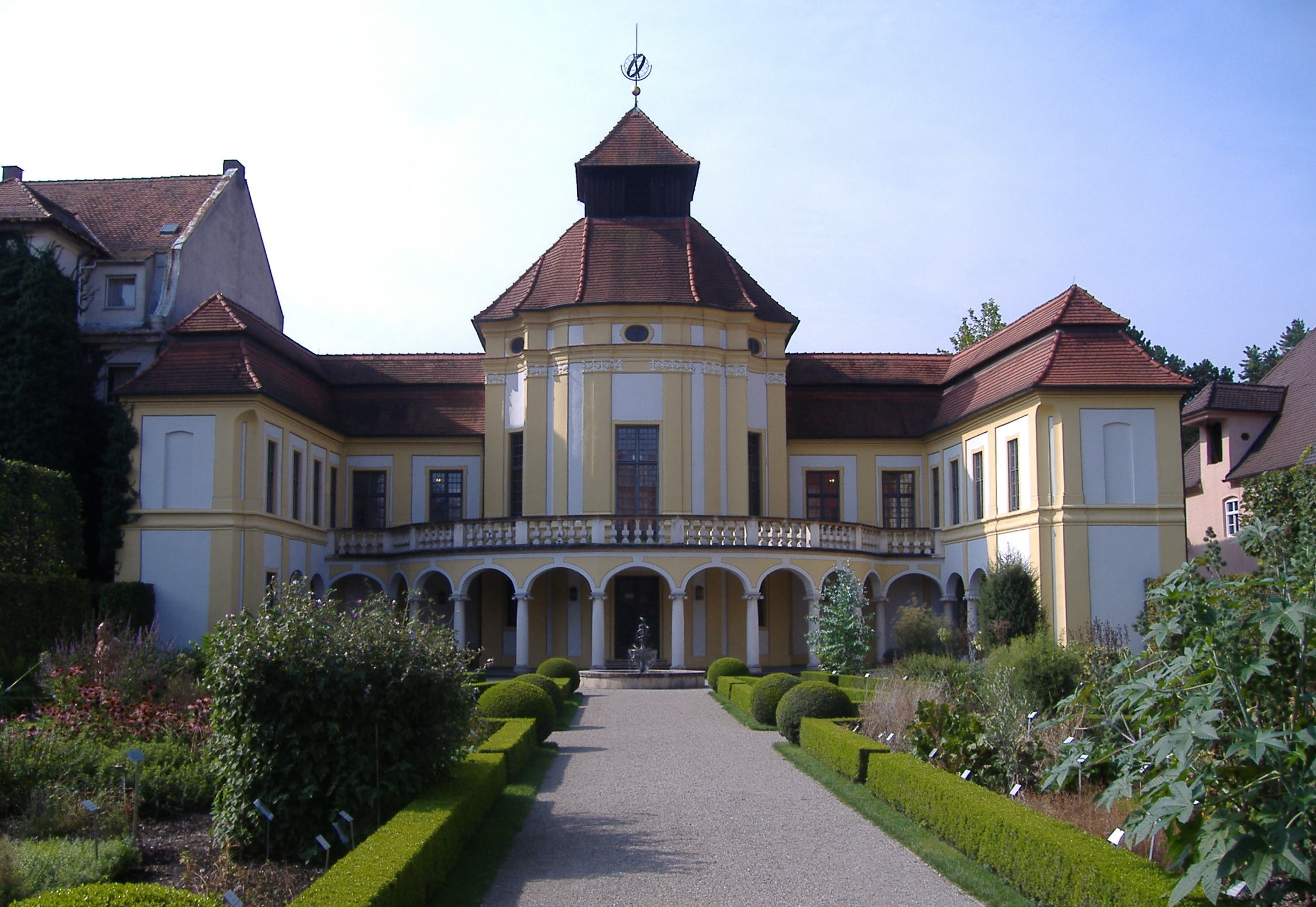
جامعة إنغولشتات في (بافاريا)

ولد وايسهاوبت في إنغولشتات في بافاريا، التي كانت المقر الام لليسوعيون. وقد تم إلغاء (جمعية يسوع) في عام 1773، إلا أن عقيدة اليسوعيين كانت لا تزال على قيد الحياة في بافاريا كونها كانت معقل الكاثوليكية.
تأسست الجامعة عام 1472 في إنغولشتات، وقد كانت هيئة أعضاء تدريس الفلسفة واللاهوت تدار من قبل الكلية اليسوعية في الجامعة في 1549، واستمرت على هذا الوضع لأكثر من 200 سنة. وبعد 1773 استمر اليسوعيون في ممارسة السلطة في الجامعة وفي بقية مدارس بافاريا. وقد تم تأسيس معظم الكليات لتكون تحت سيطرة اليسوعيون.
تم تحريم قراءة الأدب والأفكار البروتستانتية وبعض المؤلفات العلمية المتأثرة بالتنوير. وفي منتصف القرن السابع عشر تم فرض الرقابة على كل ما يصطدم مع العقيدة الكنسية من أفكار التنوير.
قام الطلاب بنقل الأفكار المعاصرة العقلانية والعلمية من خلال تواصلهم مع زوار الجامعة، إلا أن هذه الاتصالات في ولاية بافاريا ولدت الشعور بالنقص، لأن الطلاب كانوا يشعرون بالإهانة بسبب الرقابة الكنسية. وكانت النتيجة شعور عام بالانتماء إلى طبقة دنيئة داخل الحياة الفكرية الأوروبية.
وقد أعلن الزوار أن هناك 28000 من الكنائس في المدينة، واعتبر ذلك مبالغة على الرغم من أن اليسوعيون كان لهم تأثيرًا كبيرًا. وقد قيل أن الأوروغواي كانت المكان الوحيد الذي كان لليسوعيون تأثيرًا اجتماعيًا واضحًا فيه أكثر من بافاريا.
في جامعة إنغولشتات نظر مجموعة من الأكاديميين بازدراء إلى النهج اليسوعي للجامعة، وقالوا أن المسيحية مبتذلة، وأنهم في الواقع لا يريدون تدمير المسيحية ولكن يعتقدون أن ولاية بافاريا وحياة سكانها البسيطة يجعلها فريسة سهلة للمحتالين عديمي الضمير، وعلاوة على ذلك، أصروا على أن تدريس اليسوعية أعطى حرية التلاعب للمحتالين.
في 1745 كان ماكسيميليان جوزيف الرئيس الجديد. وباعتباره الأمين والمنسق قام بتعيين البارون يوهان آدم إكستيت الذي أعاد تنظيم التعليم الجامعي لكن مع المزيد من الليبرالية. وقام بالغاء الرقابة المفروضة على قراءة الأدب وافكار البروتستانتية والأفكار العلمية التي كانت محرمة سابقًا، وأنشأ كليات جديدة مثل كلية القانون وكلية الاقتصاد السياسي. وقد كان من بين الطلاب جورج وايسهاوبت، الذي أصبح أستاذ القانون في الجامعة.
لقد قام البارون يوهان بتحرير التعليم، وإلغاء الرقابة الكنسية، وكانت لديه رؤية لتحويل الجامعة إلى مدرسة مرموقة لتكون منارة للتعليم في أوروبا في دراسة السياسة والقانون والاقتصاد. وأصبحت سمعة الجامعة تعني الكثير لطلاب الجامعات الأخرى، وكان الكثير من الطلاب يرغب في الالتحاق بكليات بافاريا. ولأن ماكسيميليان جوزيف لم يكن مستعدا لكسر الإيمان الكاثوليكي قام بإعادة هيكل السلطة الدينية داخل النظام المدرسي قبل وفاته في العام 1777. و تقديراً لعصر التنوير تم تأسيس أكاديمية ميونيخ في عام 1759.

### آدم وايسهاوبت
تأسست منظمة المتنورين في 1 مايو 1776 على يد (آدم وايسهاوبت) الذي ولد في 1738 وتوفي في 1830, وهو أستاذ القانون الكنسي والفلسفة العملية في جامعة إنغولشتات في (بافاريا العليا) عند حظره لحركة المسيحيين اليسوعيين، وقد أسس منظمة المتنورين على أنها منظمة تعنى بتحسين مهارات التفكير والتعلم وذلك وفق نظريات وأفكار معينه مبنية على الحكمة وحرية التفكير و (تنوير العقل) بنقله من ظلام الجهل إلى نور المعرفة. وقد كانت الحركة في بدايتها تتألف من المفكرين الأحرار وهم الامتداد الطبيعي لحركة التنوير التي سادت في بافاريا، ولقد كان للمتنورين دور رئيسي في أحداث الثورة الفرنسية كما كان لبعض الفلاسفة والماسونية الحرة.
قام آدم وايسهاوبت باختيار (بومة منيرفا) كرمز للمتنورين، وهي آلهة الحكمة لدى الرومان. ثم قام بإنشاء محفل الشرق العظيم Lodge of the Grand Orient، وهي محافل ذات طابع ماسوني، لتكون مقر قيادة المنظمة، وبما أن اليسوعيين ذوي نفوذ آنذاك، استغل وايسهاوبت ذلك النفوذ كونه قسًا فقام بحظر حركة المسيحيين اليسوعيين لإنشاء منظمتة وأيضا بسبب حماسه الشديد لأفكار عصر التنوير. وبالرغم من أنه كان قساً، إلا أنه ارتد عن المسيحية.
ألقى آدم وايسهاوبت خطابًا على المتنورين الجدد وقال فيه:

## الإيديولوجية والفكر التنويري
لقد تمت صياغة أفكار المتنورين بواسطة وايسهاوبت. وقد تم توثيق هذه الإيديولوجية في كتب وايسهاوبت التي ظهرت بعد إلغاء شرعية المنظمة، وكذلك الوثائق الداخلية التي أتيح للجمهور الاطلاع عليها من قبل حكومة ولاية بافاريا. وتتميز الوثائق انها تظهر حقيقة أن المنظمة متطورة ومتقدمة أكثر من أي وقت سابق، وليست مجرد عرض منهجي للفكر.
وفي لمحة عامة عن هذه الأيديولوجية، تبدو واضحة في كلمة وايسهاوبت التي ألقاها عام 1782, الفكرة الأساسية هي أن الإنسانية في هذا الوقت «لا تحتاج إلى الروحانية», أي أن الروحانية ثانوية وليست ذات أهمية، كما أن الناس ليسوا قادرين على حكم أنفسهم بأنفسهم ويحكمهم حكامهم. لذلك، يجب تربية الشعب على أن يكون حرًا ومستقلاً. وقد بنى هذا الفهم للإنسان والمجتمع على فهم التاريخ لأنه من منظوره الشخصي يعيد ذلك إلى ثلاثة عصور. الحقبة الأولى وهي الحالة الطبيعية، حيث الأسرة تمثل الوحدة الأساسية والناس قد يمكنهم سد احتياجاتهم الأساسية، وقد تميز هذا العصر بالمساواة والعدالة. أما الحقبة الثانية فهي ظهور المجتمعات الثقافية، وقد أدى ذلك إلى اختفاء المساواة والعدالة كما أن القومية نشأت في ذلك الوقت، ومفهوم وايسهاوبت كان شديد الانتقاد لحقوق الملكية الخاصة والسيطرة الاستبدادية. أما الحقبة الثالثة فهي أن الإنسانية لم تصل بعد، وسمى وايسهاوبت ذلك بـ «مملكة العقل». وهنا الحرية والمساواة ستعود إلى أعلى مستوياتها. ينظر وايسهاوبت إلى أنه من الضروري أن يصل البشر إلى حالة «النضوج الروحي», وعند الوصول إلى هذا النضج سيقع الاستبداد، ولكن لتحقيق هذا الهدف يجب إبلاغ الناس، وهذا ما اعتبره المتنورين مهمة المنظمة. ولكن نظرًا لأن الاستبداد كان قويا جدا لم يتمكنوا من نشر تلك الأفكار بين الناس علنًا، وبالتالي اضطرت المنظمة إلى أن تكون سرية. وهناك سببًا آخر للسرية وهو أن الناس ليسوا على استعداد لسماع أفكار المتنورين وليسوا مهيئين لها. فلذلك كان لابد من القيام به تدريجيًا وبحذر.
وكان لدى وايسهاوبت نموذجين تاريخيين لعمله التعليمي. يعتقد وايسهاوبت أن النموذج الأول كان يسوع، وهو يؤمن بأنه حاول تعليم الناس كيفية الحصول على حريتهم الطبيعية. والنموذج الثاني هو (الماسونية الأصلية), كما أنه يعتقد بأن الماسونية والمسيحية لم تعد تتصل ببعضها البعض.
وكان وايسهاوبت يحلم في مجتمع مثالي قائم على المساواة بدون طبقية، والاعتماد على ملكوت العقل وليس الملوك والحكام، ومن دون حدود دولية، وبدون كنيسة وبدون ملكيات خاصة. وهذا أيضاً ما كان يعمل المتنورين من أجل تحقيقه.

## التاريخ

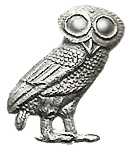
بومة منيرفا

### التأسيس والسنوات الأولى
في الاجتماع الافتتاحي في 1 مايو 1776, تم تأسيس عدة درجات مثل: المبتدئ (I°) ومنيرفال (II°) ومنيرفال المتنور (III°), (كبير متنورين) أو ميجور (V°), (منيرفال نسبةً إلى بومة منيرفا).
وقد كان يرمز للدرجة الثالثة (III°) بـ«بومة مينرفا» مع أربعة حروف "P.M.C.V" وهي اختصار لهذه العبارة اللاتينية (per me caeci vident) وتعني (يمكن للأعمى أن يرى من خلالي).
في طقوس التكريس عند المتنورين، يقول (كبير المتنورين) التالي:
يمكن أن ترمز بومة منيرفا أيضا إلى (درجة التجسس) على الأعضاء.
يوجد اليوم ثلاث ميداليات منقوش عليها بومة منيرفا، والتي كان يرتديها أفراد من الدرجة الثالثة. اثنتان من الميداليات موجودة ضمن ممتلكات خاصة في ألمانيا والولايات المتحدة، والثالثة موجودة في متحف فيينا التاريخي.
كان وايسهاوبت زعيمًا بلا منازع للمنظمة وقد سمح بكل قيود الأيديولوجية. بالإضافة إلى أفكار التنوير الراديكالي، وقد كان متأثرًا ببعض الأفكار المعينة المستوحاة من العصور القديمة، بما في ذلك أسرار إيزيس وأسرار إليوجينيا وفيثاغوريون.
كان لدى وايسهاوبت دافعًا لحماية طلابه من المؤامرات اليسوعية لكي يضمن لهم الوصول إلى درجة يستطيعون فيها نقد الكنيسة. في البداية كانت حلقات القراءة تحت سيطرة القساوسة (20 عضوًا)، وفي عام 1780 كان العدد قد زاد إلى (60 عضوًا)، وكانت حلقات القراءة موجودة في خمسة مراكز في بافاريا: إنغلوشتات وميونيخ وريجينسبرج، فريسينج وفوكس شتات.
نظم وايسهاوبت ترتيب هرمي مع استخدام مكثف للرموز. واطلق اسم (اريوبغيتر) "Areopagitter" على كل عضو من أعضاء إدارة المنظمة ويتم اختيار أعضاء الإدارة بواسطة وايسهاوبت. أعضاء الإدارة هم فقط الذين يعرفون من هو قائد المنظمة (وايسهاوبت)، وهم الذين يمكنهم الإطلاع على أنظمة وأسرار المنظمة كاملةً. اسم الإدارة Areopagittenes مأخوذ من حضارات قديمة مثل اليونان القديمة وروما ومصر والصين. وكان لدى وايسهاوبت اسمًا مستعارًا للإدارة وهو «سبارتاكوس» "Spartacus". باستثناء الاسم الرسمي فرانز زواك «الدانوب» "The Danube". لم يكن هناك أعضاء من طبقات المجتمع العليا في إدارة المنظمة حتى عام 1780.

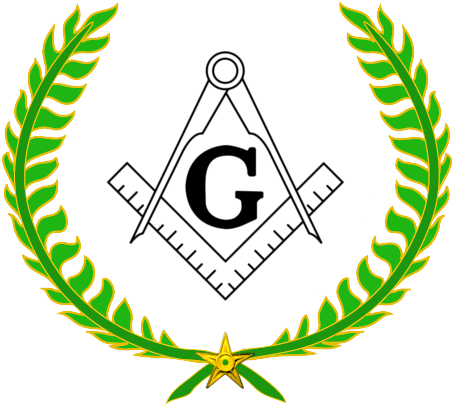
يستخدم المتنورين المحافل الماسونية لتجنيد الأعضاء-شعار محفل ماسوني.

كان وايسهاوبت في البداية يعتبر الماسونية مجرد نادي يمارس فيه القليل من الطقوس الفكرية. بالإضافة إلى ذلك، أن الأعضاء في كثير من الأحيان لم يكن بينهم أشخاص سياسيين وكانت بعيدة عن السياسة. بدأ وايسهاوبت في نهاية المطاف بتغيير آرائه بعد اقتناعه باقتراحات «فرانز زواك» الذي بدوره اقترح تحالف منظمة المتنورين والماسونية. وقد اقنع فرانز وايسهاوبت بأن المحافل الماسونية تعتبر مكانًا جيدًا لتجنيد أعضاء جدد، ومن ثم جعل (المتنورين) أصحاب الدرجات العالية. يقصد فرانز (السيطرة على قيادات الماسونية ليكون المتنورين هم قيادات الماسونية العليا وبالتالي يكون الملتحقون الجدد بالنوادي الماسونية قد التحقوا بالمتنورين تحت اسم الماسونية، لكن تبقى درجات المتنورين هي الأعلى وهي المتحكمة في كامل النظام، دون أن يعلم الجدد أي شيء عن درجات المتنورين حتي يصل إلى درجة عالية في الماسونية، وقد يتأهل بعدها ليكون من المتنورين بحسب مكانته واخلاصه).
في عام 1777 أصبح وايسهاوبت عضوا في محفل "Theodor zum boy Rath" في ميونيخ. وقد كان يعرف هذا المحفل بتقيده الصارم بالأنظمة وقد كان التقيد الصارم هو الاتجاه السائد في الماسونية الألمانية بشكل عام. تأسس المحفل على يد الماركيز فون كونستانزا في عام 1773. وفي رسالة غير مؤرخة، كتبها وايسهاوبت قبل 12 فبراير 1777, كتب فيها ما يلي: «سأذهب إلى ميونيخ قبل الكرنفال، وسنلتقي في اوردن فريمورير الشهير (F ∴ ∴ M).. عملنا يسير بطريقة جيدة، (ولقد تعلمنا كيفية بناء علاقات جديدة (وبسرية), وسوف نقوم بذلك لنصبح (أقوى من الآخرين)». وفي منتصف 1779 كان المحفل قد أصبح تحت هيمنة أعضاء المنظمة، وأصبح من الناحية العملية جزءً من المتنورين.
قبل عام 1780 لم يكن هناك إقبال على الالتحاق بالمنظمة، وبسبب قلة تجنيد أعضاء جدد قام بعض أعضاء إدارة المنظمة بإتهام وايسهاوبت بالسيطرة المطلقة والاستبدادية.
في تموز 1780، البارون أدولف فون فرانز، وهو مؤلف معروف في الحياة الفكرية الألمانية، أصبح عضوًا في المنظمة. وقد كان مهتمًا بالجمعيات السرية، كان غامضًا وذو تقاليد سرية غير معروفة إلا لفئات قليلة، جعلت منه عضوًا في العديد من المحافل الماسونية وجمعيات سرية أخرى قبل أن ينضم إلى المتنورين. وبالتالي بعد انضمامه إلى المنظمة تشكل لدى المتنورين شبكة واسعة من الاتصالات بالمحافل الماسونية والمجتمعات الفكرية في جميع أنحاء ألمانيا. وقد كان ماهرًا في التنظيم والإدارة، لذلك بادر في طلب الإدارة من وايسهاوبت وبدأ بعدها في تجنيد أعداد كبيرة، وقام بتحويل المتنورين إلى (أعلى درجات) داخل الماسونية.
وقد قام أدولف فرانز بإخماد الصراعات الداخلية في إدارة المنظمة من خلال إجراء تعديلات على الهيكل التنظيمي. بعدها لم يعد وايسهاوبت الحاكم الوحيد للمنظمة، وتمت إعادة توزيع الإدارة بين أعضاء المنظمة، وتم استخدام لقب جديد وهو «محافظ».

### النشاط والتنظيم

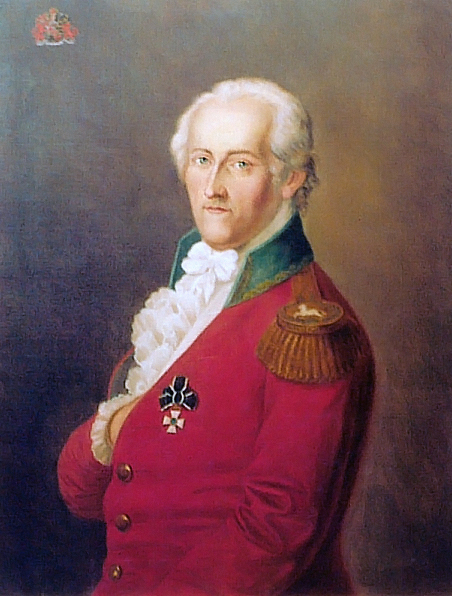
الرجل الثاني (البارون أدولف فون فرانز)

على الرغم من كل الرؤى حول منظمة المتنورين ونظريات المؤامرة، كانت الدلائل تشير إلى أن المنظمة لم تكن أكثر من مجرد منتدى للنقاش الراديكالي الجذري، على أن تكون أعمار الأعضاء على الأقل 18 عاما، مع استبعاد النساء واليهود والوثنيين والرهبان وأعضاء الجمعيات السرية الأخرى.
الأسماء المستعارة للأعضاء والمدن كانت في كثير من الأحيان مستوحاة من الأساطير اليونانية والرومانية. على سبيل المثال ميونخ أطلق عليها اسم «أثينا». وقد أعد فرانز خريطة للمنظمة بأكملها، التي وأطلق عليها اسم ألمانيا «آشور» ثم قام بتقسيمها إلى ثلاثة مراكز رقابية وسماها «أكايا» و«إثيوبيا» و«أبيسينيا» وتعني (الحبشة), ثم قام بتقسيم هذه المراكز إلى محافظات أخرى، كل المقاطعات والدلائل والاتجاهات مع كل الأسماء المستعارة كانت ضمن الخريطة التي أعدها فرانز.
تم إعداد قوائم القراءة المناسبة لمختلف رتب الأعضاء. في 1778 كان على قائمة القراءة العديد من الأعضاء مثل سينيكا وأبكتاتوس وبلوتارخو كريستوف فيلاند مارتن وكلود ادريان هلفتيوس، وكان هناك فلاسفة آخرون من فلاسفة الأدب والأخلاق، كما أن هناك العديد كتابات الأدب الفلسفي الأخرى التي لابد أن تقرأ.
كان هناك تسلسل هرمي صارم في النظام. أعضاء الإدارة فقط هم الذين كانوا على اطلاع بأهداف منظمة المتنورين الحقيقية. أما الغرباء والأفراد من الدرجات الدنيا لايعرفون شيءًا سوى أنها منظمة معتدلة سياسيًا وأنها تؤكد على نمو شخصية الفرد وتنوير فكره. وقد كان كل عضو يقدم تقريرًا للعضو الأعلى منه رتبة.
كانت هناك تلميحات قوية وواضحة بين الأعضاء لفرض المزيد من الغموض على المنظمة، وقد أصبحت هذه الخطوة أقوى مما كانت عليه خصوصًا بعد مجيء فرانز. أما وايسهاوبت فقد كان متأثرًا بأصحاب الأفكار الباطنية الغامضة، وخاصة الذين يمتلكون أسرار المعرفة.
قام فرانز بتصنيف المنظمة ضمن ثلاث فئات كل فئة مكونة من ثلاث درجات: المبتدئ ومنيرفال ومنيرفال المتنور. الطبقة الثالثة تحتوي على فئتين من الدرجات، درجات ذات غموض وسرية قليلة نسبيًا وهي: الكاهن (VII°) والأول أو الأمير (VIII°), ودرجات شديدة الغموض والسرية وهي: الدجال (IX°) والملك (X°).ـ 
| الدرجة الأولى                         |                                 |                                 |
| I º                                   | مبتدئ                           | مبتدئ                           |
| II º                                  | منيرفال                         | منيرفال                         |
| III º                                 | منيرفال المتنور                 | منيرفال المتنور                 |
| الدرجة الثانية (محفلين)               |                                 |                                 |
| محفل القديس يوحنا - المحفل الأزرق     |                                 |                                 |
| IV º                                  | المتنورين - درجات عادية         | I º مبتدئ                       |
| IV º                                  | المتنورين - درجات عادية         | II º سفين أو بارع               |
| IV º                                  | المتنورين - درجات عادية         | III º سيد                       |
| محفل القديس أندرو - المحفل الأسكتلندي |                                 |                                 |
| V º                                   | كبير متنورين                    | كبير متنورين                    |
| VI º                                  | قائد متنور أو الفارس الأسكتلندي | قائد متنور أو الفارس الأسكتلندي |
| الدرجة الثالثة (مكونة من قسمين)       |                                 |                                 |
| درجات أقل غموض وأقل سرية              |                                 |                                 |
| VII º                                 | الكاهن                          | الكاهن                          |
| VIII º                                | الأمير أو الأول                 | الأمير أو الأول                 |
| درجات شديدة الغموض والسرية            |                                 |                                 |
| IX º                                  | الدجال                          | الدجال                          |
| X º                                   | الملك                           | الملك                           |

في البداية كانت المنظمة لا تقبل إلا الشبان فقط، يبدأ الشاب بدرجة (مبتدئ). وقد كان يتم التركيز على الطبقات الاجتماعية المتحضرة أكثر من العادية. إن اجتماع أفراد ممن لديهم ميول فكرية مشتركة ومتوافقة مع رئيس المنظمة أو الجمعية يعتبر من أهم ركائز الجمعيات السرية، وقد كانت منظمة المتنورين من اشد الجمعيات السرية التي تحرص على توافق أفكار الأعضاء ويعد من أهم عوامل تفوقهم على غيرهم. بالإضافة إلى التدقيق الذي إنتهجه فرانز في وثائق الأعضاء الجدد وتوثيق العضويات كان أيضاً من أكبر الدلائل على أن المتنورين كانوا متفوقون على جميع أشكال الماسونية الأخرى، وكان من شأن تلك الطرق ألا تتسبب في تدهور المنظمة، كما أنها تعتبر الحل الوحيد الذي سيعيد للماسونية نقائها الحقيقي.
كان لدى المنظمة آلية معينة في قبول الأعضاء الجدد، فعند التحاق عضو جديد يقول له معلمه أن الهدف الرئيسي هو تطوير شخصيته الأخلاقية ومبادئه الإنسانية، ومساعدة الناس في العثور على مكانهم المناسب في المجتمع وفي العالم. يقوم هذا المبتدئ بأداء القسم على أن يحافظ على السرية التامة وأن يقدم مصلحة المنظمة على مصالحه الشخصية، وعليه أن يقدم وصفاً دقيقاً ومفصلاً عن عائلته وعن مهنته، وماهي الكتب التي يقرأها، وأسماء أعدائه وأسباب الخلافات التي وقعت بينه وبينهم، وماهي صفاته الجيدة والسيئة، وأسماء الأبوين وأصدقائهما، وماهي اهتماماتهم ومصالحهم. ويتم كتابة تقارير شهرية عن المبتدئ، ويسئل عن الكتب التي استفاد منها خلال هذه الفترة. يعتمد تقدم المبتدئ إلى مستويات أعلى على تجنيده لأعضاء جدد، وأيضاً بعد مقابلة مع معلمه الذي تم اختياره عن طريقه يمكن ترقيته إلى المستوى التالي بعد سنتين.
في الدرجة الثانية، يمكن تعيين (المنيرفال) من المرة الأولى التي يتصل فيها مع أعضاء آخرين في المنظمة. وقد تم تصميم طقوس (لدرجة منيرفال) ويقوم بهذه الطقوس لإزالة أي شبهة حول أن هدف المنظمة هو إسقاط الحكومة أو إسقاط سلطة الكنيسة. وأن المنظمة قد قطعت عهدا لخدمة الجنس البشري مع الصمت الأبدي عن وجود المنظمة، والتأكيد المتكرر على التضحية بالمصالح الشخصية في سبيل سيادة المنظمة. يحصل المنيرفال على جائزة النظام الأساسي، مع التزامات إضافية ودراسات موسعة ومتخصصة للغاية. ويقوم الأعضاء بإبرام وعوداً بمساعدة بعضهم البعض في نفس المنطقة التي يتواجدون فيها، بما في ذلك المساعدة في الحصول على طلبات (سفر الطلاب)، والمساعدة في كتابة وإصدار كتب بعضهم البعض، ومقاطعة المكتبات التي عارضت إصدار كتبهم أو قامت بتأخير إصدارها، كما أنهم قطعوا وعوداً بالاعتراف العلني لبعضهم البعض. وحسب رساله خاصة لـ (فرانز) و (وايسهاوبت) جاء فيها أنهما خططا لإنشاء جامعة حرة، مع مكتبة تحتوي على أعمال أدبية وعلمية. وجعل الدراسة على درجة من الإنسانية، ودراسة كتب المؤلفين الكلاسيكيين، بالإضافة إلى الأفكار الثورية.
في الدرجة الثالثة، منيرفال المتنور، ومهمته هي البدء في التشديد على تطوير شخصية أولئك الذين يريدون تحقيق مزيد من التقدم. وكان من المعروف أيضاً أن أعضاء الدرجة الثالثة يقومون بقيادة مجموعات معينة من الأشخاص، وبعضهم كان من قادة المنظمة ولكن لا يعرف أعضاء المنظمة العاديون ذلك، وكانوا يقومون بذلك لتحقيق أعلى درجات الكمال في المنظمة والتطوير السريع للأعضاء العاديين. يتم تعيين مسؤول من الدرجة الثانية على عضوين إلى أربعة أعضاء من (المستوى الثالث) من الدرجة الأولى، كل ذلك يتم من خلال إطار تنظيمي معقد.
يوجد في المنظمة عناصر للتجسس على الأعضاء. وفقاً لكتيب كتبه وايسهاوبت «مبدأ التجسس المتبادل مع جمعية يسوع»، وكان وايسهاوبت يطبق تنظيم جمعية يسوع في المنظمة حيث كان يؤمن بالنموذج التنظيمي للجمعية. وايسهاوبت كان أعمى تماما عن حقيقة أن وجود نظام التجسس المتبادل سيدمر تدريجيا الثقة المتبادلة بين الأعضاء. وقد أدى ذلك إلى الصراعات الداخلية، وأصبح في نهاية المطاف أحد الأسباب الرئيسية التي تضر بالمنظمة، حيث قام بعض عناصر التجسس بالتعاون مع السلطات لمجرد وجود خلافات شخصية بينهم وبين الأعضاء الآخرين.
كان هناك أعضاء من المستوى الثالث يشاركون في اجتماعات الأعضاء من الدرجة الثانية، على الأقل مرة واحدة في الشهر، وذلك للاستماع إلى تقارير من مرؤوسيهم في الدرجة الثانية، ومناقشة أفضل السبل لتحقيق التقدم وحل المشاكل، ويتم تسليم محاضر هذه الاجتماعات إلى الرؤساء.
أول ثلاثة رتب في الدرجة الثانية، تندرج تحت مستوى واحد وهي متطابقة إلى حد كبير مع درجات (محفل القديس يوحنا) أو «المحفل الأزرق» في الماسونية، وهذه الدرجات كان يطلق عليها في المحفل الماسوني «مبتدئ» و«بارع» و«سيد». ولا يتم الاحتفاظ بنتيجة الطقوس الخاصة التي كانت تمارس في هذه الدرجات. وقد تم التحالف بين المنظمة والماسونية من خلال هذه الدرجات بالذات، وهي التي فتحت الطريق لتجنيد أكبر عدد من الأعضاء الجدد. كما أن الدرجتين «قائد متنور» و«كبير متنورين» تقابل نفس الدرجات في (محفل القديس أندرو) أو «المحفل الأسكتلندي» أو «المحفل الأحمر». أيضاً ليس من الضروري أن يكون العضو ماسونياً لينظم إلى المتنورين، كما أن درجة المتنورين العاديين تساوي أول ثلاث درجات في الماسونية.
ويخضع المرشحون للحصول على درجة «كبير متنورين» لتحقيق شامل في علاقاتهم بالمنظمات المغلقة والسرية الأخرى ودوافعهم للحصول على هذه الدرجة. وعند البدء في هذا التحقيق يقام طقوس مشابهة إلى درجة كبيرة لطقوس الماسونية، كما أن ذلك ينطوي على أربعة التزامات، أن يبادر المرشح إلى إعطاء وصفا مفصلا لصفاته الخاصة والمميزة، وأن يستمر في المساعدة على تجنيد أعضاء جدد، وتقديم مصلحة المنظمة على مصلحته، والتعاون مع أعضاء آخرين من نفس الدرجة في إدارة الاجتماعات في الدرجة الثالثة.
الدرجة السادسة، ويدعى (القائد المتنور) أو (الفارس الإسكتلندي)، وهو ملتزم بكل وجهات النظر من خلال اليمين الذي يؤديه، والمتضمن تركه أي نظام آخر في الماسونية عدا المتنورين، وعدم الانتماء إلى أي جمعية سرية أخرى. تبدأ طقوس هذه الدرجة مع مأدبة مصممة وفقاً للقربان المسيحي المقدس، حيث يتم توزيع الخبز والخمر على الأعضاء. المنظمة مقسمة على شكل «فروع» (محافل) داخل الأقاليم، وقد كانت الأقاليم تسمى («مقاطعات») حسب خريطة فرانز، وكل عضو من الدرجة السادسة يعين كقائد عام على لفروع الموجودة ضمن إقليم معين. وأعضاء هذه الدرجة «قائد متنور» يقودهم حاكم، ويقوم بإعطائهم براءات الاختراع عند إنشاء محافل جديدة بواسطتهم. وكان يتم اختيار أماكن جغرافية إستراتيجية لإنشاء المحافل والفروع فيها. وقد عملت الفروع على التسلل إلى المحافل الماسونية ذات الأنظمة الأخرى (المختلفة عن نظام المتنورين) من أجل تحويلها لتصبح تحت إدارة المتنورين. وإذا فشلت الفروع في ذلك فإنها تقوم من جديد للعمل بنشاط لكن هذه المرة لغرض تدمير تلك المحافل الماسونية التي لم ينجحوا في اختراقها وتحويلها.
كانت أغلب درجات «الفروع» مكونة من أعضاء الدرجة الثالثة، ويطلق على الأعضاء "Epopter" «إبوبتر» بشكل عام، ويطلق على الرؤساء "Hierophants" «هايروفانتز».
في درجة الكاهن، تبدأ طقوس هذه الدرجة بانتقاد السياسة المعاصرة، والحركات الدينية. ويوضح الكاهن أن جهوده تهدف إلى قيادة البشرية بعيدا عن الطرق المسدودة التي وصلوا إليها بسبب سياسات الدول وبسبب الدين، وأن ذلك هو سبب المعاناة البشرية. وأنه يجب إلغاء الملوك والحكام وإنشاء مجتمع جديد بدون طبقات، وبدون دول وبدون حدود. في هذه الدرجة يتم دراسة الفيزياء والطب والرياضيات والتاريخ الطبيعي والعلوم السياسية، والفن، والعلوم الغامضة (مثل السحر والتنجيم). والوصول إلى هذه الدرجة يخضع مباشرة لقيادة النظام العليا. وأعضاء هذه الدرجة يشاركون في اجتماعات في مستويات أدنى أحياناً دون أن يعرف الأعضاء أنهم كهنة، لأن هوياتهم دائماً مجهولة.
درجة الأمير أو الأول، يسمح نظام المنظمة الأساسي لعدد قليل جدا من الأعضاء بالوصول إلى هذه الدرجة. هناك 12 مقاطعة تندرج تحت 12 محافظة، وكانت أسماء المحافظات وعواصمها تحت الأسماء مستعارة. وقد كان بين قيادات المنظمة أعضاء بدرجة «أمير» مثل: المفتشون الوطنيون والمحافظون (ويسمون أيضًا الحكام، ويعين كل واحد على محافظة). وهذه الدرجة ومافوقها ترأسها القيادات العليا في «إدارة المنظمة» "Areopagittenes" (اريوبغيتنز).

### موجز نجاح المنظمة

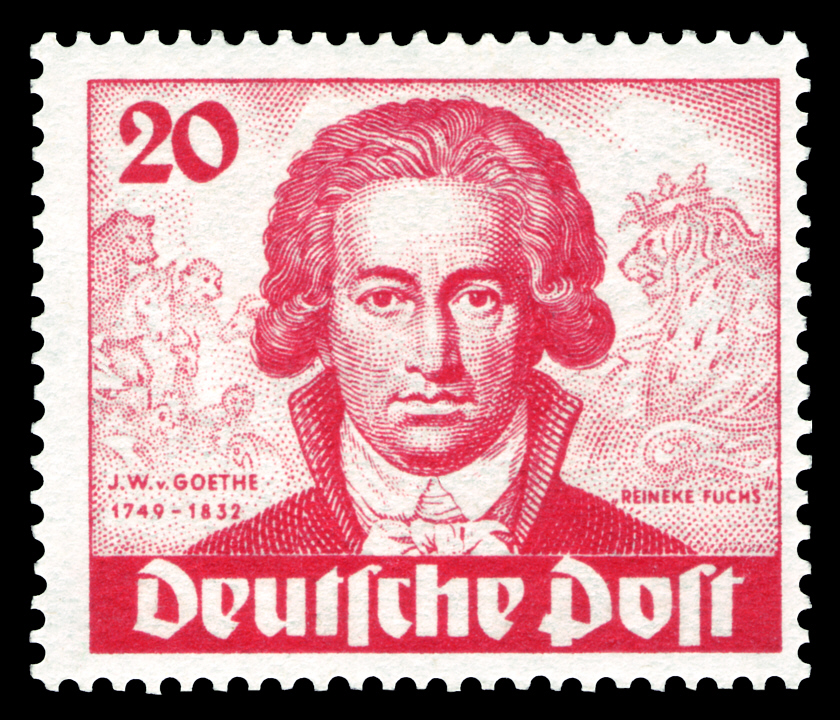
يوهان فولفغانغ فون غوته أحد أعضاء المتنورين الأكثر شهرة.

بعد نجاح أدولف فرانز في سرعة زيادة الأعضاء من الأرستقراطيين والماسونيين والمثقفين في جميع أنحاء ألمانيا، وخاصة المناطق البروتستانتية في الشمال والشمال الشرقي، وكذلك بعد انتشار المتنورين خارج ألمانيا، كان هناك أعضاء وخلايا في سويسرا وروسيا وفرنسا وإيطاليا والدنمارك والنرويج. وقد تم تنظيم هذه الخلايا في عدة أوساط. فرانز ووايسهاوبت استهدفوا على وجه الخصوص المحافل الماسونية، وحاولوا تحويلها إلى إدارات للمتنورين. وقد أدى ذلك إلى فتح مواجهة بين الماسونيين وفرانز، وتم الاجتماع في قصر «ويلهلمسباد» "Wilhelmsbad" في فرانكفورت من 16 يوليو إلى 29 أغسطس 1782.
وفي الاجتماع قام فرانز بعرض أسماء أعضاء، من بينهم الدوق فرديناند برونزويك، وهو بدرجة «أستاذ كبير» أو «سيد» مع «التقيد الصارم»)، والأمير كارل هيسن، واثنين من الشخصيات البارزة في الماسونية الأوروبية. كارل هيسن كان «الأستاذ الكبير» لجمعية «الإخوان الآسيويون» أو «الأخوة الآسيوية»، وقد تأسست على أيدي أعضاء من المنظمة.

ختم المارتينية.

وقد انضم للمتنورين بعض أعضاء المارتينية "Martinism" (المارتينية: هي أحد أشكال المسيحية الصوفية الباطنية)، ومنهم جان باتيست ويلرمز. وهو مؤلف «نظام التصحيح» الذي كان يمارس في محفل القديس يوحنا ومحفل القديس ليوبارد في النرويج بين 1782 و1818. ومنهم أيضاً «المارتيني» يوهان فريدريش كلوكر (1749-1827)، الملقب بـ«ترينتيوز فارو», وقد كان فيلسوفاً، ودرس علم اللاهوت، كما أنه كان رئيس الجامعة في أسنابروك.
في عام 1784 كان قد إنضم للمنظمة الكثير من الأعضاء المشهورين والبارزين في المجتمع، العدد الدقيق للأعضاء غير مؤكد ولكن التقديرات تتراوح ما بين 2000 و 4000 عضو، الكثير منهم كانوا من المثقفين والأرستقراطيين ورجال الأعمال، والماسونيين إلى حد كبير كون التجنيد كان غالباً ما يتم عن طريق المحافل الماسونية، كما أن الكثير من هؤلاء الأعضاء البارزين كانوا ماسونيون.
في عام 1915 قام رينيه فورستير (1868-1951), (وهو كاتب فرنسي متخصص في كتابة المواضيع المتعلقة بالماسونية والمتنورين) بنشر مقالة بعنوان «المتنورين البافاريون والماسونية الألمانية» "Les Illumines de Baviere et la Franc-Maçonnerie Allemande"، وقد تناولت هذه المقالة وضع المتنورين عام 1784, يمكن تلخيص ماجاء فيها على النحو التالي:

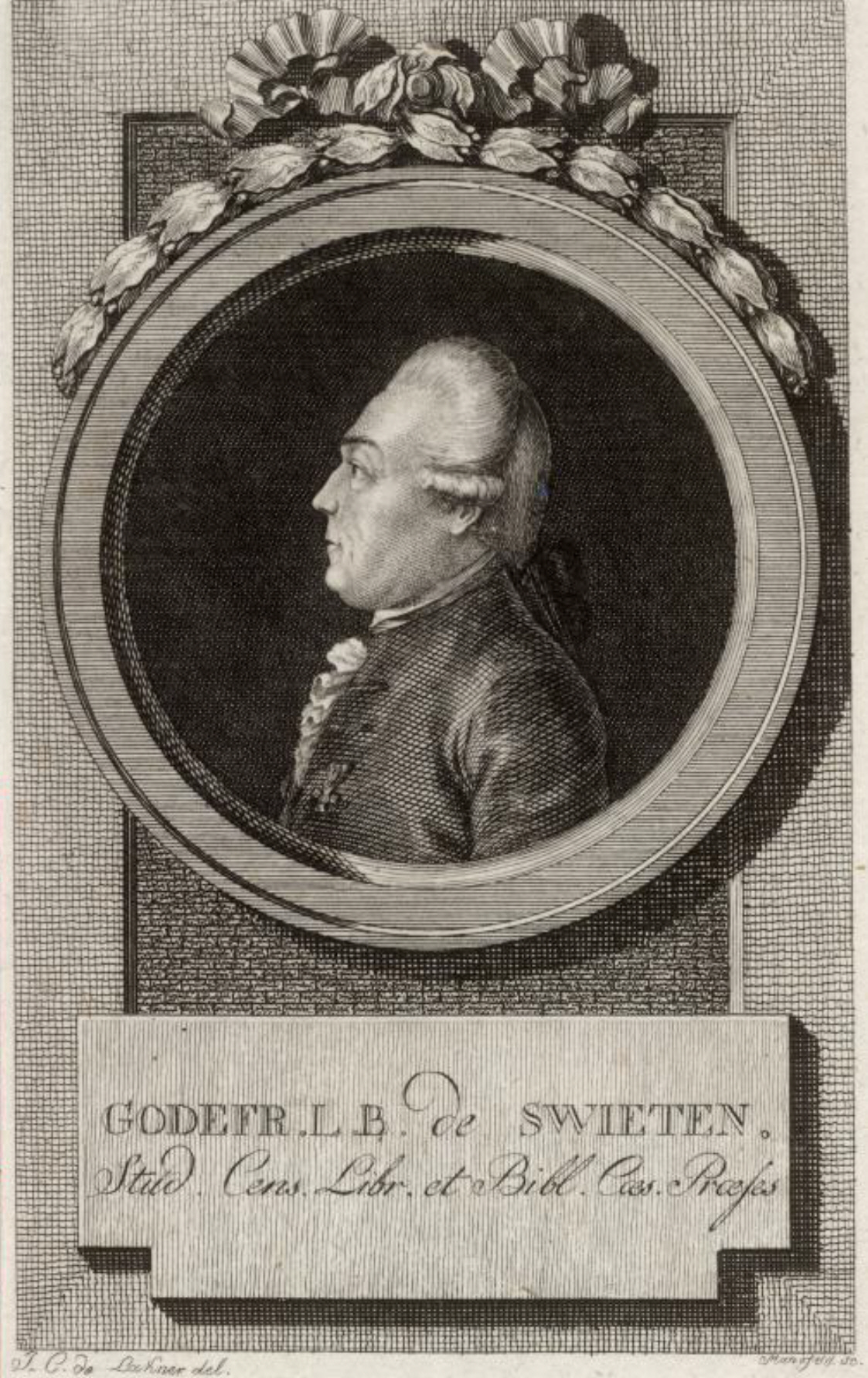
غوتفريد سويتن، من أشهر الموسيقيين في العصر الكلاسيكي، إنضم إلى المتنورين، بالإضافة إلى جوزيف هايدن وموتسارت وبيتهوفن.

### الخلافات الداخلية
منذ انضمام فرانز إلى المنظمة عام 1780 أصبح هناك منافسة بينه وبين وايسهاوبت. كان وايسهاوبت يعتبر فرانز مرؤوساً وليس رئيساً، بينما فرانز كان يرى أنه قد جعل المنظمة تتقدم لتصل إلى هذا الحجم، وأنه أحد أسباب نجاحها، وبالتالي يجب أن يكون هو الرئيس.
قام فرانز بإصلاح هيكل المنظمة، وقد كان يرى أنها كانت استبدادية. كان فرانز قد عقد اجتماعاً مع بعض أعضاء إدارة المنظمة في ميونيخ في أكتوبر 1780, ليقوم بتقسيم إدارة المنظمة "Areopagitter" (اريوبغيتر) وجعلها إقليمية مستقلة "Provincial", فقام بتقسيم المنظمة إلى أقاليم وكل إقليم يضم 12 محافظة، حيث يقوم كل محافظ بقيادة محافظته بإستقلالية عن وايسهاوبت. وكان فرانز قد خطط لتوزيع السلطة داخل المنظمة، وبالفعل في نوفمبر 1780 كان قد قام بتجنيد الأعضاء المؤثرين، واسفر ذلك عن تصاعد الحماس بين القيادة السابقة. بعد كل هذه الإصلاحات من قبل فرانز من الطبيعي أن يكون هو الفائز بقيادة المنظمة بينما وايسهاوبت هو الخاسر.
وقد كان هناك خلاف أيضاً بين وايسهاوبت وفرانز حول الدرجة السابعة «درجة الكاهن» (VII°). حيث يرى وايسهاوبت أن فرانز أدخل عناصر معينة من طقوس دينية، والتي يمكن أن تضر المنظمة.
في الوقت نفسه، كان هناك صراع إيديولوجي بينهما. قام فرانز بإلغاء أحد مبادئ المنظمة وهو «ان المنظمة لا تقبل إلا أعضاء شباب فقط», حيث أن ذلك سيساعد وبسرعة في زيادة أعضاء جدد من ذوي الخبرة والنفوذ. وقام أيضاً بتغيير أساسيات النظام ليتمكن من مكافحة بعض الأنظمة السياسية والدينية في بافاريا ليصبح النضال في سبيل التسامح والتنوير ضد الطغاة وضد المعتقدات الخرافية.
وقد كان لدى فرانز اهتماماً بالسحر والتنجيم والطقوس، بينما وايسهاوبت كان مهتماً بفلسفة التنوير. ومنذ انضمام فرانز للمنظمة بدأ بتحويلها في اتجاه ماسوني، ولم يكن وايسهاوبت راضياً بذلك. ثم اشتعل الصراع من جديد بين "Provincial" (وهي إدارة المنظمة سابقاً، الأريوبغيتنز) وبين وايسهاوبت. وقد أدت كثرة هذه الخلافات بين وايسهاوبت وفرانز إلى ترك المنظمة من قبل فرانز في 20 أبريل 1784.

### الحظر والمنع
في عام 1780 ظهرت بعض المعارضات ضد أفكار التنوير، وقد سعى الناخب تشارلز ثيودور إلى منع المتنورين، رغم تردده في القيام بذلك. كان تشارلز دوق لدوقية جوليتش ومنطقة بيرغ في 1742, وأصبح ناخبًا لبافاريا عام 1777، وقد كان حاكمًا ليبراليًا، وتميز حكمه بالتعاطف والتسامح تجاه افكار التنوير والمدافعين عنه، إلا أنه واجه ضغوطًا من قبل اليسوعيين أمثال البارون ليبرت مونتنستين وآنا ماريا أحد دوقات بافاريا وغيرهم لاستعادة الرقابة الكنسية على أفكار المتنورين، وقد تمكنوا من إقناع الناخب تشارلز في نهاية المطاف بمنع المتنورين.
وجه اليسوعي فرانك وكاهن الاعتراف دانتز (مدير التعليم في ولاية بافاريا سابقًا) اتهامات إلى أعضاء حركة التنوير بالدعاية إلى تقويض الكنيسة ونشر أفكار التنوير في المدارس البافارية. وقد كانت تصريحات بعض الأعضاء متهورة ضد نظام الحركة ووصفوه بالرجعي وانه لايبعث تعاليم المسيحية ولا يولد فخر الانتماء أو أي تأثير اجتماعي، حدث كل ذلك في الوقت الذي زاد فيه أعضاء المتنورين تحت عضوية اسمها (كنيغي)، حينها بدأت التوقعات بأن حركة المتنورين ستثمر قريبًا، وزاد عن ذلك أيضًا التفائل اللامحدود بشأن مستقبل مجتمعات بدون طبقية وبلا حدود دولية وبلا أديان وتقليل الاضطهاد من قبل اللامبالاة الساذجة.
وقد أثار رد فعل السلطات تلك المذكرة التي كتبها رئيس الاقتصاد الوطني البروفيسور جوزيف فون (1763-1840)، تحت الاسم الرمزي
Hellanicus Lesbius (هيلانيكٍس ليزيبيس). عبر فيها عن خيبة أمله في التقدم البطيء لمنظمة المتنورين، مما جعل مسؤولي الحركة اليسوعيين يقعون في حيرة رهيبة حول الشك في ولائه للنظام، وفي آب 1783 كان البروفسيور جون قد خرج من المنظمة، وفعل ذلك أيضًا أستاذ الرياضيات جورج غرنبيرغر (1749-1820)، وسلبيتيوز كوساندي الذي كان مدرسا في جامعة إنغولشتات في الفترة 1780-1788, وكل هؤلاء كانوا زملاء عمل لجوزيف فون في أكاديمية سانتا ماريا في ماري هيتانين.
في أوائل أكتوبر 1783 تلقت (دوق بافاريا) آنا ماريا وثيقة مع سلسلة من الاتهامات ضد الحركة. وقد قيل أن البروفسور جوزيف هو من كتب الوثيقة.
وكشفت الوثيقة ان هناك بعض رموز المنظمة البارزين الذين يقومون بطقوس معينه خارجه عن المسيحية، بالإضافة إلى إتهام الحركة بالترويج للأفكار التنويرية على حساب عواطف الغير وتبرير الانتحار والقتل بالسم والخرافات والسخرية من القومية الوطنية.
وكان الاتهام الأكثر خطورة هو إتهام المنظمة باالتحالف مع أعداء بافاريا في النمسا وتخطيطهم لقتل ناخب بافاريا.
قامت بعدها آنا ماريا بتسليم الوثيقة إلى الناخب الذي لم يكن حينها تساوره الشكوك والاتهامات تجاه المنظمة أو رموزها. وكان الخوف من أن حياة الناخب في خطر وأن ذلك قد يؤدي إلى الإطاحة بالعرش، مما حدى بالسلطات في ولاية بافاريا إلى عدم تجاهل هذه المنظمة.
أصدر تشارلز ثيودور في 23 يونيو 1784 مرسومًا يحظر الجمعيات السرية في بافاريا، دون الإشارة إلى (المتنورين). وقد أدى ذلك إلى استقالة كثير من أعضاء الحكومة، وقام أعضاء سابقون بنشر مطبوعات ضد (المتنورين) والبعض القى محاضرات أدبية، وغالبًا ما كانت خيالية ومبالغ فيها.
قدم كوساندي ورجل الدين فيتوس رينر سجلات العضوية للسلطات،  بما في ذلك أسماء بعض الضباط والجنود في القوات المسلحة. وقد صرحوا بأن المصدر الرئيسي لمعلوماتهم كانت الحكومة نفسها. بعد المرسوم الأول قامت المنظمة بإعادة ترتيب وضعها بجدية. وأبدى الأعضاء احتراما ظاهريا فقط لهذا المرسوم وتم توزيع نسخ منه على الأعضاء (مع تعليمات عن كيفية التخلي عن أنشطة المنظمة), ومع الاعتقاد أن العاصفة كانت على وشك أن تقع لكن يمكن تأجيل ذلك لبضعة أشهر ليتم مواصلة العملية بأمان.
في يوليو 1784 قام بعض الأعضاء بالتحدث علناً ضد هذه الادعاءات في صحيفة تسايتونج إيرلانغريال المحلية. واتهموا اليسوعيون بأنهم جعلوا الناخب ينخدع بالمؤامرات. مع انه تم الطعن في هذا الاتهام لكن سرعان ما اشتعلت الحرب الخطابية في المقالات والنشرات. أدى الأمر إلى اصابة المنظمة بمزيد من جنون العظمة عند دفاعها عن نفسها حيال الخطة المزعومة لقتل الناخب. كما أن آنا ماريا سكبت مزيد من الزيت على النار لاشعال هذه الشبهة.
في 2 مارس 1785، صدر المرسوم الثاني من الناخب، والذي كان صريحًا هذه المرة بحظر المتنورين. وفي فبراير 1785، قدم أعضاء المنظمة طلب خطي بأنه من حقهم الدفاع عن انفسهم ضد هذه الاتهامات لكنه قوبل بالرفض. وإلى جانب هذا الحظر اصدرت السلطات مذكرة بالملاحقة القضائية للأعضاء الرئيسيين، وذلك بسبب «النكسة الطبيعية» كما سماها المرسوم. وتم تجريد الأعضاء من ممتلكاتهم. وفقد الموظفون الحكوميون وظائفهم. وكذلك أساتذة الجامعات والمعلمين في المدارس. وفقد طلاب الجامعة (المتبنين) الحق في الدراسة، وأغلبهم كانوا من المغتربين. تلقى الجنود والضباط في الجيش الحصانة إذا تعاونوا مع الحكومة. وتم تطبيق الأمر نفسه على القناصل.
العديد من الوثائق أحرقت وبعضها تم اخفائها بعد المرسوم الثاني. وقد تم تتبع الأعضاء من قبل الشرطة وبمساعدة من الأعضاء السابقين.
في هذا الوقت، فر آدم وايسهاوبت من بافاريا. غادر الجامعة في فبراير قبل اسبوعين من اقتحام الشرطة لمنزله في مدينة إنغولشتات، ويزعم انه غادر لأن مكتبة الجامعة رفضت شراء اثنين من الكتب التي كان يحتاجها في التدريس. ذهب إلى ريغينسبورغ حيث لا تملك حكومة بافاريا أي سلطة. إلا أن ريغنسبورغ تقع في منتصف ولاية بافاريا وقد تقوم السلطات بتسليمه. بعدها ذهب من ريغنسبورغ إلى مدينة غوثا، حيث قام الدوق ارنست لودفيغ بإعطاء وايسهاوبت الأمان. خلال ذلك الوقت، قام وايسهاوبت بكتابة العديد من الخطوط الدفاعية للنظام. وقام باستحضار أيديولوجية النظام ضمن تلك الكتابات، ووضع خطة الدفاع عن النظام ضد هجمات الأعضاء السابقين.
يمكن معرفة المتنورين من خلال الوثائق التي وجدت بحوزتهم من قبل الشرطة البافارية، ومنها الوثائق التي وجدت في منزل الضابط فرانز زافير، الذي كان اسمه ضمن القائمة التي قدمها فيتوس رينر للسلطات. وقبل مداهمة قامت بها الشرطة لمنزله، كان فرانز حينها قد تم عزله من منصبه وذلك بسبب عضويته في حركة المتنورين.
وتم تفتيش منزله الواقع في لاندسهوت في 11 أكتوبر 1786 وتم العثور على أكثر من 200 رسالة من وايسهاوبت ومن «اريوباغتن» («إدارة المنظمة»), ووثائق داخلية وقائمة تحتوي على رموز المنظمة، والتقويم الداخلي لها، والأسماء المستعارة والشعارات واللوائح، ومراسم التنصيب. قامت الحكومة بنشر أجزاء من الوثائق في ديسمبر عام 1787 تحت اسم (بعض المخطوطات الأصلية للمتنورين). وتحت عنوان (تاريخ المتنورين).
كان الضابط فرانز ضمن القوائم التي نشرت في العام 1787، وأعيدت طباعتها لاحقًا على شكل كتاب في عام 1975 تحت عنوان (الجمعية السرية: المتنورين).
عثرت السلطات أيضا على كتابات موجزة من تأليف فرانز بعنوان (أفكار انتحارية)، كذلك وصفات لإنتاج عطور سامه، وقد أشير إلى أن هذه الوصفات وضعت لانتحار أعضاء المنظمة فقط. ووجد الباحثون وصفا دقيقًا للآلية المتبعة في تدمير الوثائق السرية، ووصفات لتصوير الحبر السري، وأساليب تزوير الأختام، وكتابات عن تمجيد الإلحاد والدفاع عنه، وخطط لإنشاء إدارة منفصلة للنساء داخل النظام.
من بين الوثائق التي وجدت مع فرانز وثيقة تحتوي على شرح وسائل الإجهاض.
عندما كان وايسهاوبت يعيش في إنغولشتات، توفيت زوجته الأولى في 8 شباط 1780, وكانت أختها تعمل خادمة لديه، وكان وايسهاوبت ينتظر صدور إذن كتابي ليتزوجها عندما اكتشف أنها حامل. ولكنه كان قلقًا في حالة عدم الموافقة على الزواج أو استغراق الإذن لوقت طويل قبل صدوره، وبالفعل فقد استغرق الحصول على الإذن ثلاث سنوات، مما اضطره إلى إلى اللجوء إلى الإجهاض كحل نهائي. في أغسطس 1783 كتب رسالة خاصة إلى هيرتل يبين فيها اعترافاته، (هيرتل كان أحد أعضاء المنظمة البارزين). وقد وقعت هذه الرسالة في يد الحكومة ونشرت لاحقًا تحت عنوان (المزيد من المخطوطات الأصلية). كل ذلك كان لوسم المنظمة بهذه الفضيحة خصوصًا ان الفضيحة تحيط برئيس المنظمة آدم وايسهاوبت. وقد حاول وايسهاوبت الدفاع عن نفسه عبر كتابة كتيب بعنوان (موجز تبرير النوايا).
في وقت لاحق، لاحقت السلطات البارون توماس ماريا دي باسوس (1742-1815)، المعروف أيضا باسم «هانيبال»، والذي كان يشتبه في أن يكون عضوًا في الحركة بسبب صداقته الوثيقة مع فرانز. في 1782 كان باسوس هو القوة الدافعة وراء إصدار الطبعة الأولى من رواية (الشاب فيرتر في الاضطرابات الإيطالية). وقد نشرت المنشورات التي وجدت لدى باسوس تحت اسم البارون (ملحق المخطوطات الأصلية).
في 16 أغسطس 1787 صدر المرسوم الثالث وقد نص على مايلي:
| المتنورون | يجب محاكمة جميع الذين استمروا في العمل من أجل المنظمة ويمنع منعا باتا انشاء اي منظمات مماثلة. من الممكن أن يكون الموت عقاب أولئك الذين جندوا أعضاء جدد. ويجب أن تصادر ممتلكات الأعضاء الجدد وأن ينفوا. | المتنورون |

### الاضطرابات الأخيرة

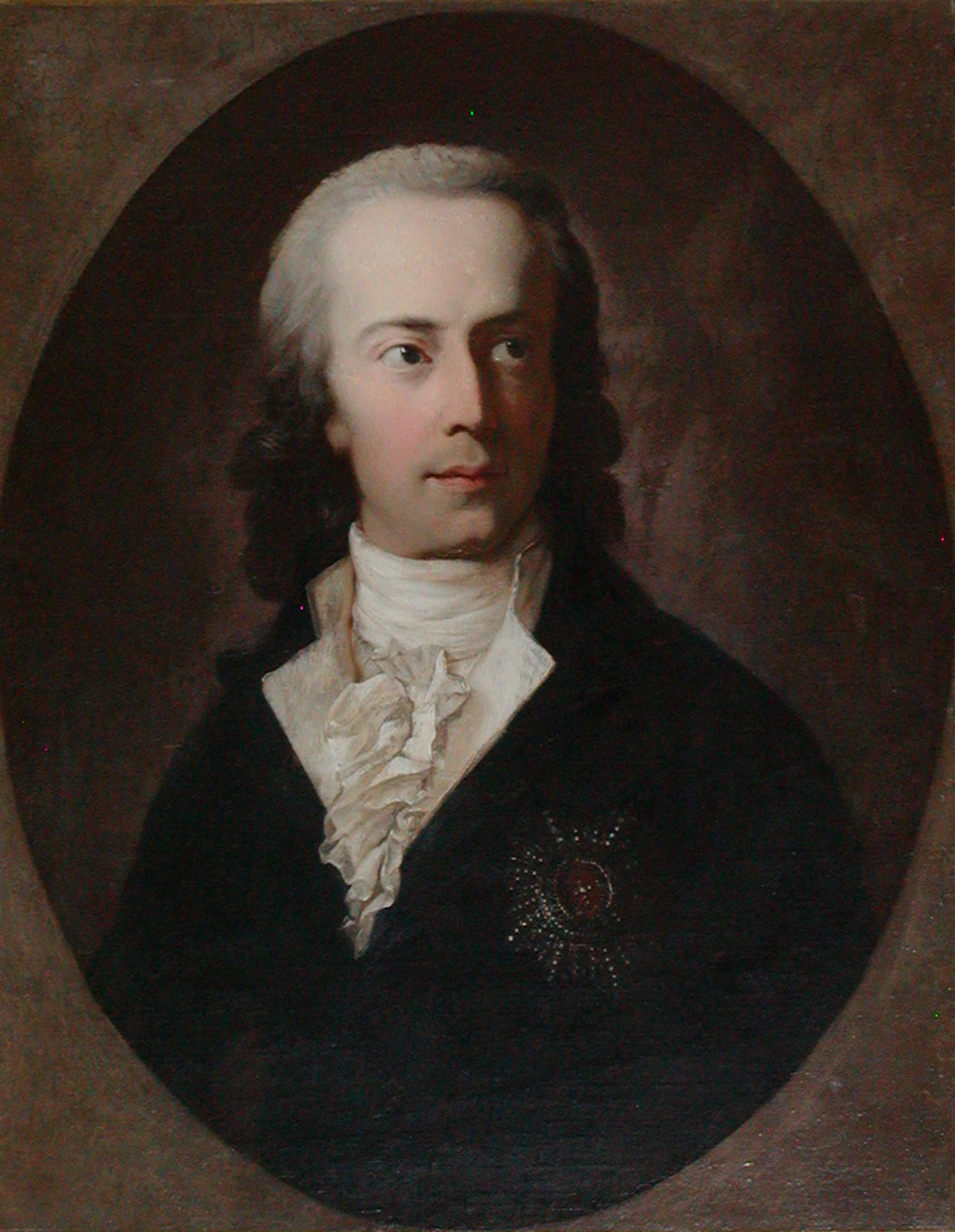
الدوق "فريدريك كريستيان الثاني" قدم الدعم المادي والمعنوي لبدء المنظمة من جديد.

بعد صدور المرسوم الاخير من ناخب بافاريا. كان وايسهاوبت في مدينة غوتا، يكتب مقالات يدافع فيها عن نفسه وعن المنظمة، ورغم أنه كان يؤكد عدم إقامة منظمة المتنورين مرة أخرى إلا أن الناخب رفض كل ذلك ولم يقبل حتى الالتماسات التي قدمها الدوق النرويجي الدنماركي (فريدريك كريستيان).
من ناحية أخرى حاول «يوهان كريستوف بودي» مساعدة المنظمة على الوقوف على أقدامها مرة أخرى. وهو مفكر ماسوني، وكان أيضاً من أصحاب الميول الفكرية تجاه فلسفة التنوير. وقد حضر الاجتماع الماسوني في قصر «ويلهلمسباد» "Wilhelmsbad" الذي نظمه فرانز للمواجهة بين الماسونيين والمتنورين، وتم تعيينه في منظمة المتنورين من قبل فرانز. عندما ترك فرانز المنظمة، وفر وايسهاوبت إلى غوتا، أصبح يوهان كريستوف يمارس مهام رئيس المنظمة.
ولكن زيادة فرض الحظر في الولايات الألمانية الأخرى، تماماً مثل الحظر الذي فرض في ولاية بافاريا كان يمثل عائقاً كبيراً، إلا أنه مع ذلك كان يحاول بناء التنظيم من جديد، مع ربط عمل المنظمة مع الماسونية. في عام 1787 أسس «رابطة الماسونيون الألمانية», وقد أسسها لنشر أفكار التنوير، وأعتبرت نفس منظمة المتنورين لكن بشكل آخر جديد. وقد تم دمج هذه المنظمة بسرعة مع الماسونية الراديكالية (المتطرفة).
وعلى وجه التحديد كانت فترة يوهان كريستوف هي الأساس لكثير من نظريات المؤامرة التي تحيط بمنظمة المتنورين. في عام 1787 قام يوهان وعضو آخر يدعى البارون وليام فون ديم باش بزيارة للمحفل الماسوني الفرنسي الراديكالي (المتطرف) والمعروف بـ (محفل «فيلالتين» "Philaletene") في باريس. وهذا المحفل كان متأثراً بمنظمة تعرف باسم «جمعية الصليب الذهبي الوردي» أو «أخوة الصليب الذهبي الوردي» ("Order of the Golden and Rosy Cross") وهي جمعية أخوية ألمانية تأسست في عام 1750 من قبل الماسوني والخيميائي هيرمان فيكتلد. وفي هذه الجمعية يتم تعليم الخيمياء والتنجيم للأعضاء. وكان يوهان منافساً قوياً داخل الماسونية. لم يتم التعرف على الكثير من مواضيع الاجتماع الذي تم في باريس، ولكن من الناحية النظرية أن منظمة المتنورين كانت وراء قيام الثورة الفرنسية، وهذه هي النقطة الأساسية. توفي يوهان كريستوف في 1793، واختفت بعد ذلك منظمة المتنورين الأصلية.

### لافتة منظمة المتنورين في إنغولشتات

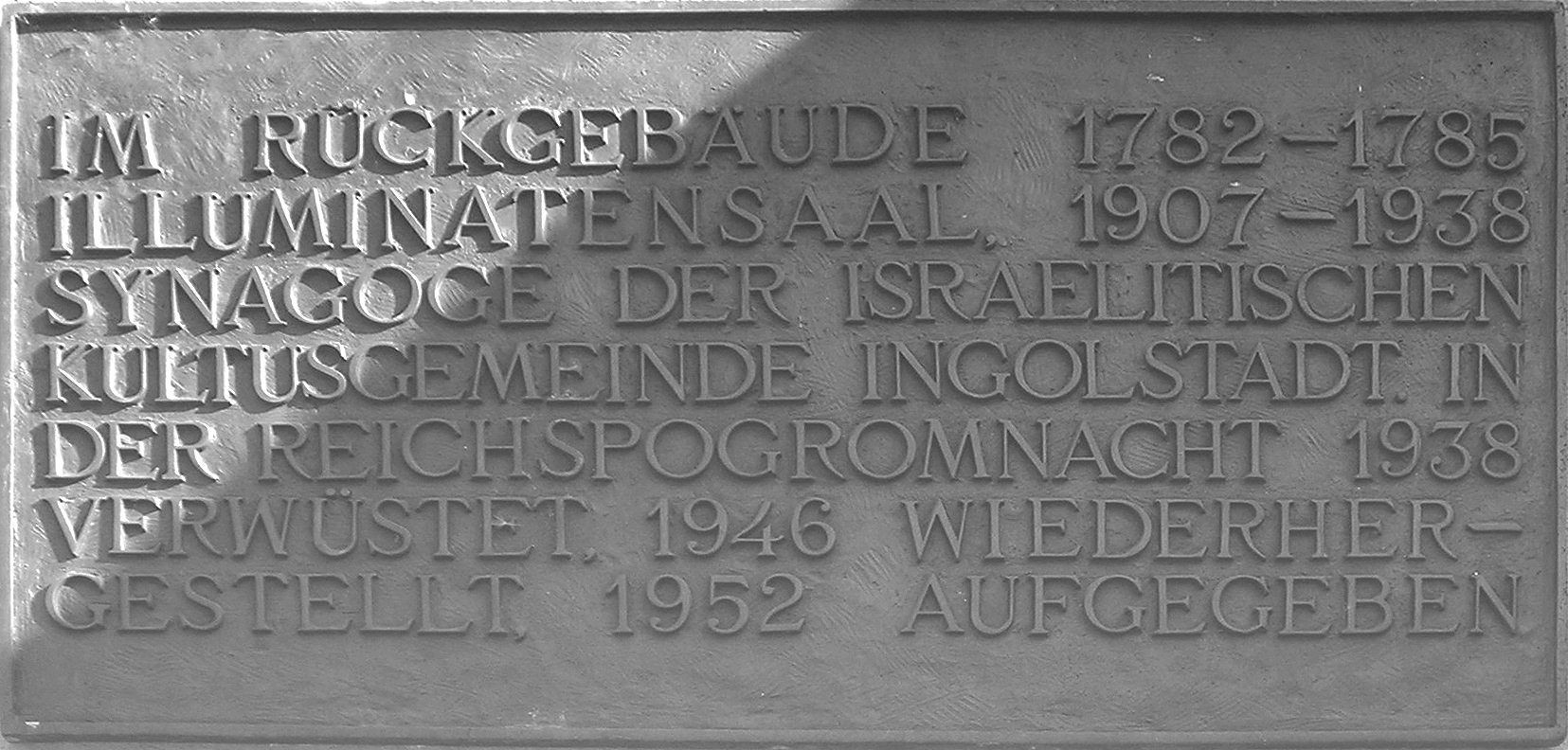
صورة مقربة للافتة المتنورين

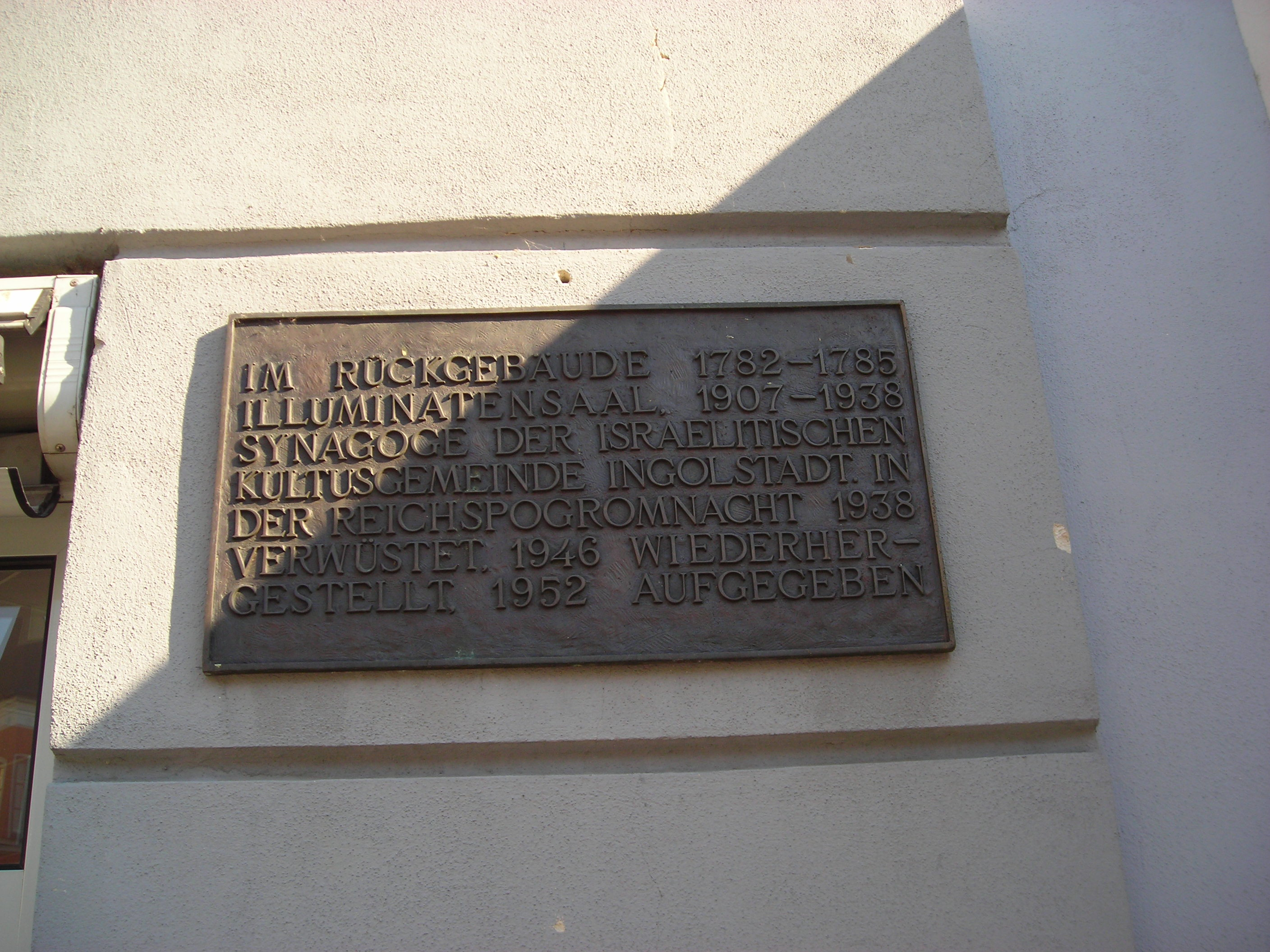
صورة لافتة المتنورين

لم يبق من المنظمة اليوم سوى لافتة كانوا قد وضعوها على المبنى الذي كان يضم قاعة اجتماعاتهم في مدينة إنغولشتات (قاعة اجتماع المتنورين).
يقع المبنى في (The Reienstrabe 23) خلف جامعة إنغولشتات التي كان آدم وايسهاوبت يعمل أستاذًا فيها وأصبح ذلك الموقع اليوم شارعًا للمشاة في المدينة، ويستطيع المارة رؤية اللافتة على المبنى.
كان أعضاء إدارة المنظمة يقومون بمناقشة المواضيع المتعلقة بنشاطاتهم في هذه القاعة فقط، بينما كانت تقام الطقوس في المحافل التي أنشأت من أجل ذلك بالأضافة إلى المحافل الماسونية التي تمكنوا من السيطرة عليها.
بالنسبة لجامعة إنغولشتات التي كانت نقطة بداية وايسهاوبت والمنظمة، فقد تأسست في عام 1472 من قبل لويس ذا ريتش. وكانت تتألف من خمس كليات وهي: العلوم الإنسانية، علوم اللاهوت والقانون والطب. وكان هدفها الرئيسي هو نشر الايمان المسيحي. تم إغلاق الجامعة في مايو 1800، بأمر من الأمير الناخب ماكسيميليان الرابع كان ذلك بعد كل الأحداث التي حدثت وبعد اختفاء أعضاء منظمة المتنورين. تم ترميم مبنى الجامعة عدة مرات واليوم المبنى هو متحف علوم التشريح في مدينة إنغولشتات.

## المتنورين ونظريات المؤامرة

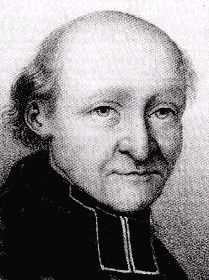
أوغستين بيرويل, قام بالربط بين المتنورين وبين مؤامرة سرية كبيرة.

على الرغم من أن منظمة المتنورين اختفت، إلا أن السلطات في ولاية بافاريا لم تكن قادرة على مواجهتهم بشكل كامل، ولأن المتنورين توقعوا ردة فعل السلطات لذلك قاموا سابقاً بالتخطيط وبحذر على الحفاظ على وجودهم ولكن في «أشكال أخرى». عندما أصبحت الثورة الفرنسية حقيقة واقعة، ومع صدور كتاب لـ (كريستيان لودفيغ أدولف) بعنوان «أحدث أعمال سبارتاكوس وفيلو في منظمة المتنورين», («سبارتاكوس» هو الاسم المستعار لـ«وايسهاوبت», و«فيلو» هو الاسم المستعار لـ«فرانز»). تم الاشتباه في المنظمة أنها كانت القوة الدافعة للثورة. وفي 15 نوفمبر 1790 وتحت تأثير من فرانك اليسوعي شن ناخب بافاريا كارل تيودور هجوما جديدا على المنظمة المتوقع وجودها، وفي 1791 نشرت شرطة ميونيخ لائحة من 91 عضوا متوقعاً، وتابعت على الفور أي عضو من أعضاء المتنورين سواءً كان حقيقياً أو وهمياً أو من يزعم أنه من المتنورين، ولم يكن أي شخص آمن من الاعتقال، كما أن عدد كبير من الناس كانوا ضحايا لجنون العظمة الذي أصاب الناخب. لم يتوقف الاضطهاد والاعتقال حتى توفي الناخب عام 1799.
في فيينا، ليوبولد هوفمان، رئيس تحرير مجلة «وينر زايتسشريفت» "Wiener Zeitschrift", وقد كان عضواً في منظمة المتنورين في فيينا، وقد اعترف أن المتنورين تسللوا داخل الماسونية التي ينتمي إليها هو شخصياً، كما أقر ان وظيفته في جامعة فيينا في عام 1792 كانت لمحاربة النظام، وجنبا إلى جنب مع الدكتور زيمرمان من هانوفر، الذي كتب مقالات حول الثورة الفرنسية وأنها كانت أحد مخططات المنظمة. وبعد أن أغلقت المجلة عام 1793, كانت قد أصدرت 14 كتيباً في فيينا وكل هذه الكتيبات تتحدث عن تلك المزاعم.
في 1797 ظهرت نظريات حول المتنورين على أنها القوة التي كانت وراء الكثير من السلبيات التي تحدث في العالم. اليسوعي الفرنسي أوغستين بيرويل اصدر المجلد الأول بعنوان «مذكرات في تنوير تاريخ اليعقوبيون» "Memoirs of Illumination of Jacobinism History", وأصدر 3 مجلدات في السنة التالية، وتم نشر نسخة مترجمة إلى الإنجليزية في نفس الوقت، وقد أعيد نشر هذا الكتاب في آواخر عام 1995. في 1797 أيضا أصدر البروفيسور الاسكتلندي جون روبنسون كتاب «الأدلة على وجود المؤامرة» "Proofs of a Conspiracy". وكل هذه الكتب وغيرها تؤكد أن هذا التنظيم السري (المتنورين) كان وراء الثورة الفرنسية، وأن كل الفوضى والأحداث العشوائية والسلبية التي كانت تحدث كانت من مخططات هذه المنظمة.

### مذكرات في تنوير تاريخ اليعقوبيون
يذكر أوغستين بيرويل في المجلد الأول أن فلاسفة عصر التنوير كانوا يخططون لمهاجمة الكنيسة والمجتمعات القائمة. وفي المجلد الثاني يقول إن الماسونية بشكل عام قد اتسمت بأفكار التنوير وخاصةً المحفل الماسوني الفرنسي (محفل الشرق العظيم الفرنسي), وذكر أن ذلك المحفل قد خطط للثورة الفرنسية، وأن أعضاء قيادة منظمة المتنورين في عام 1776 هم من أعطوا التعليمات لإعداد الثورة. في المجلد الثالث تعمق كثيراً في منظمة المتنورين، كما أنه استند إلى حد كبير على الوثائق المنشورة من قبل السلطات البافارية، بالإضافة إلى كتيبات ومنشورات أخرى من الأعضاء السابقين الذين انتقدوا هذه المنظمة بعد حظرها في بافاريا.
وصف أوغستين بيرويل «آدم وايسهاوبت» بأنه «عبقري الشر», ويقول ان وايسهاوبت هو ومنظمته كانوا وراء كل المؤامرات والأحداث الكبيرة التي حدثت في ذلك الوقت. وفي المجلد الرابع يشرح بالتفصيل في أربع مراحل كيف أدى وايسهاوبت ومنظمته المتنورين إلى وقوع الثورة الفرنسية. ويقول أن المنظمة بدأت سراً كمرحلة أولى مع تنظيمها بشكل هرمي واستمرت في التطور سراً. وفي المرحلة الثانية أن النظام تسلل داخل النظام الماسوني حتى سيطر عليه تماماً، وتبعهم الآلاف من أعضاء الماسونية. وجاءت المرحلة الثالثة بعد ان تم حظر المتنورين في بافاريا. ذهب اثنين من أنشط وأقوى أعضاء منظمة المتنورين للتآمر ضد فرنسا، وهو يقصد هنا («يوهان كريستوف بودي» و«البارون وليام فون ديم باش»). ويقول أن المنظمة قامت تدريجيا بالسيطرة على الماسونية الفرنسية. والمرحلة الرابعة كانت بداية الثورة الفرنسية، كما أكد في ذلك الوقت «أن ثورة فرنسا بدأت للتو وأن هدف المتنورين هو السيطرة على بقية العالم».

### الأدلة على وجود المؤامرة
كتاب الأدلة على وجود المؤامرة لجون روبنسون يحكي تقريبا نفس القصة التي رواها أوغستين بيرويل في مجلداته. وقد سبب هذا الكتاب ضجة كبيرة، وقد صدر منه طبعات جديدة في الولايات المتحدة وأوروبا. ونشرت إصدارات أيضا بلغات أخرى. وهذا الكتاب أيضا مقسم إلى أربعة أجزاء رئيسية، حيث يتحدث عن الماسونية، وعن وايسهاوبت والمتنورين حتى عام 1785, ونشاطات المتنورين السرية بعد عام 1785, وكيف أن كل ذلك في النهاية أدى إلى قيام الثورة الفرنسية.
كان الدافع وراء روبنسون لكتابة هذا الكتاب هو أنه كان من الماسونيين. عندما سافر في انحاء أوروبا قام بزيارة الكثير من المحافل الماسونية، وقد أدهشته المواقف التي واجهها هناك. وبعدها اكتشف وجود أجندة خفية تهدف إلى تدمير جميع الحكومات وكافة الأديان. بالإضافة إلى أن هذه المؤامرة مبنية على وثائق نشرتها حكومة بافاريا. ورأى أن من واجبه فضح هذه المنظمة لبقية العالم.
يرى أوغستين بيرويل أن وايسهاوبت هو قائد المؤامرة التي تهدف إلى السيطرة على العالم، وبالمقارنة بين روبنسون وأوغستين بيرويل، يتميز كتاب روبنسون بالتفكير بجنون العظمة وتآمرية المنظمة.

### التأثيرات
أوغستين بيرويل وروبنسون تناولا الأساس نفسه، وكان كل من منهما على علم بكتاب الآخر، وقاما بالتعليق على الكتابين. وضحا معاً أساس نظريات المؤامرة الكبرى لوايسهاوبت والمتنورين، وأن المنظمة كانت بمثابة القوة الدافعة وراء اضطرابات اجتماعية كبرى. منذ كانت مخبأة في السلطة الحاكمة، يستطيع أن يرى الشخص كل شيء ووصفه كجزء من هذه المؤامرة. وقد كانت هذه خطوة في وقت لاحق من نظريات المؤامرة وتطويرها. على الرغم من أنه يبدو وكأن الحكومات تعمل ضد بعضها البعض، مثل النازية أو الشيوعية، أو غيرها، إلا أنها تبدو وكأنها أدوات لزعماء متخفين يتحكمون في سير المؤامرات.
في عام 1798 كانت نظرية المؤامرة قد امتدت إلى الولايات المتحدة. ألقى القس «جاديديا مورس» (وهو والد صمويل مورس) موعظة في بوسطن وقد استوحى كتاب روبنسون تلك الموعظة بشكل كبير. وقال مورس للجمهور حول سرية منظمة المتنورين وكيفية وقوفها وراء الثورة الفرنسية، وكيف تم تأسيسها الآن في الولايات المتحدة، وكيف استعدت المنظمة لتولي مسؤولياتها في الولايات المتحدة. وقد تمت طباعة تلك الخطبة، وسرعان ما أزداد مورس اقتناعا أن هذا كان الواقع. هدأت بعدها المنظمة وهذأ الحديث عنها في عام 1799, ولكن في عام 1802 صدر أول كتاب حول المتنورين في الولايات المتحدة. واسم الكتاب «أدلة على الوجود الحقيقي، والميول الخطره للمتنورين» "Proofs of the Real Existence and Dangerous Tendency of Illuminati" وقد كتب من قبل الكاهن والسياسي سيث بايسون. والكتاب يلخص ماكتبه كل من أوغستين بيرويل وروبنسون ومورس، وقد نشرت منه طبعة جديدة في عام 2003, ومؤامرة المتنورين في الولايات المتحدة.
كما بقيت نظريات المؤامرة على قيد الحياة في ألمانيا أيضا. وكان المحافظ اللاهوتي يوهان فون ستارك على اتصال مع أوغستين بيرويل وقد ساعده على تدوين المصادر. ولكنه أصيب بخيبة أمل عندما رأى في البداية نتيجة كتاب أوغستين بيرويل. بدأ بعدها مع نسخته الخاصة عن نظرية المؤامرة وعن المتنورين، وفي عام 1803 قام بنشر مجلدين «انتصار الفلسفة في القرن الثامن عشر» "Philosophy triumph in The 18th Century". وكان الكتاب يروي إلى حد كبير نفس القصة التي روتها كتب بيرويل وروبنسون، ولكنه استخدم اسلوب معين للوصول إلى فئات جديدة من الناس.
وفي فرنسا أيضاً تم نشر عدد من المنشورات المماثلة للتي نشرت في ألمانيا والولايات المتحدة وكان ذلك في القرن الثامن عشر،، وقد شكلت هذه المنشورات الأساس لمقال نشر في مجلة أدنبرة في يوليو 1906 من قبل أونا بيرش، ونشر في عام 1911 تحت عنوان "Secret societies and the French Revolution" «الجمعيات السرية والثورة الفرنسية».

## المتنورون في العصر الحالي

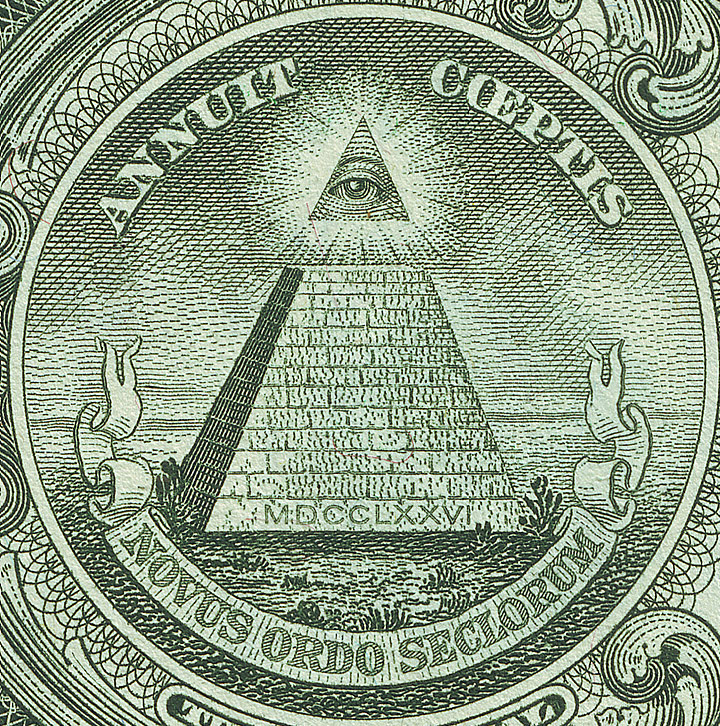
صورة الهرم خلف ورقة النقد 1 دولار

انظر أيضًا: ختم الولايات المتحدة العظيم.
إن منظري المؤامرة يؤكدون أن المتنورين لا يزالون موجودين اليوم، ولهم تأثير غير عادي على الحكومات. شيء واحد يعتبر «دليلا» على وجودها، وجود العين على الهرم الموجود خلف ورقة النقد من (فئة 1 دولار), وقد أصبح الشعار الذي يشار به إلى المتنورين اليوم. ومعظم المعتقدات حول المؤامرة نتجت من النظر إلى تأثير المتنورين على النظام وتأثيرهم إلى حد كبير على الماسونية آنذاك.
إن وجود الهرم ذا العين المشعة وكذلك البومة (وهي موجودة أيضًا في واجهة ورقة الدولار في الطرف العلوي الأيمن) بات افتراضًا واسع النطاق في أغلب الروايات على أنه من الممكن أن يكون هناك ترابط ما منذ زمن بعيد. ورموز المتنورين التي من ضمنها الهرم وبومة منيرفا، البومة ترمز إلى الحكمة والعين المشعة في أعلى الهرم ترمز إلى البصيرة.
لذلك قد يمكن التوفيق بين أي من هذه الرموز التاريخية إلى وجود اتصال مع المتنورين. ولكن أيضا يبدو أنه من غير المعقول أن يكون هناك مؤامرة دولية، تترك رموزها واضحة في كل مكان.
يعتقد البعض أن أعضاء رئيسيين ممن قاموا بتشكيل حكومة الولايات المتحدة كانوا من ضمن المتنورين، مثل توماس جيفرسون وبنجامين فرانكلين، وأن من الواضح أن مدى ذلك التأثير قد امتد إلى حكومات العالم. ويقول الكاتب الألماني بايبز إنه عند مناقشتك لأحداث العالم ستجد أن المتنورين لهم دورٌ نشطٌ في معظم الأحداث الكبرى عبر التاريخ.
اكتسب المتنورون شعبية في الآونة الأخيرة مع رواية دان براون (ملائكة وشياطين). براون هو مؤلف كتاب شفرة دافنشي الشهير. وهذه المؤلفات تتناول المتنورين باعتبارهم موضوعًا مثيرًا للاهتمام. براون يصور الحرب الاستعمارية بين المتنورين والكنيسة الكاثوليكية الرومانية، التي لا تبين فقط الصراع بين المسيحية والإلحاد بل على وجه التحديد الصراع بين العلم والدين. والتي تعترف بها الكثير من نظريات المؤامرة.

## الأهداف
كانت أهم التوجهات في خطة وايسهاوبت هو فرض السيطرة المطلقة على الحكومة والإعلام (الصحافة آنذاك)، والتي كانت وسيلة المعلومات الوحيدة في ذلك الحين، وذلك من أجل نشر المعلومات الخاصة بهم بين العامة. وكان الهدف من ذلك كما يزعم المتنورين هو السلام العالمي والشعور بالحرية والمساواة والإخاء. وكانت أفكار التنوير مترابطة ترابطًا وثيقا وكانت تدور أيضًا حول مكافحة الفكر الديني وتعزيز وتشجيع العقلانية.
وقد أدرجت أفكار المنظرين الحديثة تقلبات أكثر غرابة من أي وقت مضى.ويؤكد الدكتور جون كولمان في كتاب (المتآمرين: التسلسل الهرمي) أن نوايا المتنورين هي ما يلي:
- اقامة حكومة عالمية واحدة وتوحيد النظام النقدي العالمي. مثل العملة الإلكترونية بحيث لايوجد اوراق نقدية بل يكون التعامل المالي عن طريق نقاط بيع إلكترونية وعن طريق البنوك فقط.
- إهلاك الديانات السماوية بقدر الإمكان. وهي (الديانات الإبراهيمية)(المسيحية، الإسلام واليهودية) وجعل كل واحدة منها تنقسم إلى عدة طوائف لخلق النزاعات بينهم واضعافهم قدر الإمكان، ليكون ممكناً استخدام كل طائفة ضد الأخرى. مع التشجيع على نشر الليبرالية، وكذلك الالحادية أو اللاربانية والشيطانية والهندوسية والبوذية.
- السيطرة على كل شخص من خلال وسائل السيطرة على العقل. مثل (التلفاز، الإذاعة، الموسيقى).
- تشجيع وتسهيل الأنظمة على نشر ثقافة تحرر المرأة واستخدام العنصر النسائي، وكذلك تسهيل الانظمة لنشر المواد الإباحية والمثلية. مثل (وضع مواقع إلكترونية إباحية مجانية) والسماح بالزواج من نفس الجنس.
- تشجيع وتسهيل الأنظمة لاستخدام الكحول والمخدرات الفتاكة بعد إضافة مواد أخرى عليها، والتشديد والمنع على المواد العادية لكي لايكون هناك بديل، وبالتالي يكون المصير هو السجن وتدمير المستقبل والسمعة. مثل التساهل مع (الهيروين والكبتاجون والكوكايين والحشيش), والتشديد على منع (القات).
- قمع كل التقدم العلمي إلا إذا كان يجري نحو تحقيق أهدافها.
- يجب التسبب في وفاة 3 مليارات نسمة بحلول عام (2000) من خلال الحروب والمجاعة، وان يكون تعداد سكان الولايات المتحدة قد تراجع إلى 100 مليون نسمة بحلول عام (2050).
- خلق بطالة جماعية.
- تفكيك نواة الأسرة من خلال تشجيع المراهقين على التمرد، التمرد على المجتمع، على الوالدين، وإستغلال مرحلة المراهقة لديهم في تشجيع الجانب الإجرامي لتدمير مستقبلهم قدر الإمكان، وتعزيز ذلك باستخدام الموسيقى بشكل عام وخاصة الروك والراب وخصوصاً الراب الذي يستخدم (الألفاظ البذيئة) وهو مايعرف بـ"Gangsters Rap" (اغاني العصابات), كل ذلك لتسهيل هذا التمرد إيقانًا منهم أن الموسيقى لها تأثير على العقل وتأثير نفسي مباشر.
- إضعاف النسيج الأخلاقي للأمة، وإضعاف معنويات العاملين في الطبقة العاملة.
- مصادرة «الأفكار الدينية» في جميع أنحاء العالم وذلك لتقويض كل الديانات القائمة حاليًا.
- التسبب في انهيار كامل للإقتصاد في العالم وتوليد حالة من الفوضى السياسية العامة.
- مصادرة الحس القومي والفخر الوطني.
- إعطاء الدعم الكامل للمؤسسات الدولية، مثل الأمم المتحدة وصندوق النقد الدولي، وبنك التسويات الدولية، ومحكمة العدل الدولية، وبقدر الإمكان جعل المؤسسات المحلية أقل فعالية.
- اختراق وتخريب جميع الحكومات، مع التشجيع على اهانة واحباط معنويات الشعوب من خلال السجن والقمع والتعذيب ومعالجة قضايا لا تستوجب السجن بالسجن.
- جهاز لتنظيم العالم على نطاق الإرهابية.
- الضغط من أجل انتشار الطوائف الدينية المتطرفة التي تحارب الإسلام، وإجراء تجارب «جيم جونز» و«الابن سام» للسيطرة على العقل.
- جعل الناس في كل مكان يقررون مصيرهم بأنفسهم عن طريق خلق أزمة واحدة تلو الأخرى ومن ثم «إدارة» مثل هذه الأزمات.
- مواصلة بناء عبادة الأصولية المسيحية، والتي سوف يساء استخدامها لتعزيز الدولة الصهيونية إسرائيل مع اليهود من خلال أسطورة «شعب الله المختار».
- السيطرة على جميع السياسات الداخلية والخارجية للولايات المتحدة.
- السيطرة على التعليم في الولايات المتحدة مع مقصد وغرض تدميره تماماً.(تدمير وفساد العقل)

## في الأفلام ووسائل الإعلام الأخرى
هناك العديد من الأفلام والكتب، وألعاب الكمبيوتر والأغاني والرسوم المتحركة التي تشير إلى المتنورين ونظرياتهم والمؤامرات والسرية والغموض الشديد، وغالبًا ما يكون الدور حول تهديدات غامضة.
الأمثلة الأكثر شعبية هي:
- الأفلام:
  - فيلم 23
  - لارا كروفت: تومب رايدر. بطولة (أنجيلينا جولي) - Lara Croft: Tomb Raider
  - الرجل الذي سيصبح ملكاً (1975) - The man who would be King
  - فيلم ملائكة وشياطين - Angels and Demons
- الموسيقى:
  - أغنية للمغني الأمريكي توباك "Killuminati", من ألبوم «نظرية 7 أيام».
  - الكثير من اغاني الراب للمغني الأمريكي جاي زي والمغنية البربادوسية ريانا والمغنية الأمريكية الليدي غاغا، وذلك من خلال اداء حركات واشارات معينة تجسد الانتماء إلى المنظمة، مثل تجسيد الهرم باليدين، أو تغطية أحد العينين لتجسيد العين المشعة، أو ارتداء ملابس معينة تجسد هذا الانتماء، وكذلك من خلال الموسيقى والكلمات المشفرة التي تدعو للعنف والجنس.
- الكتب:
  - في عام 1970, تم نشر (ثلاثة كتب) من قبل روبرت شيا وروبرت ويلسون انطون، وقد أصبحت هذه الكتب بمثابة الخيال العلمي عن منظمة المتنورين في العالم. والعديد غيرها.
  - كتاب «المتنورين 2012», تم نشره عام 2008 للمؤلف «نيشان كومارابيرو». وفيه العديد من التنبؤات والخيال العلمي.[167]
  - كتاب «المعالم الغامضة», تم نشره عام 2008 للمؤلف تيكس مارس. في هذا الكتاب يلقي المؤلف الضوء على العديد من المعالم الشيطانية المبهمة الموجودة حول العالم، ويذكر ان الولايات المتحدة تعد أكثر دولة مليئة بهذه المعالم.[168]
- ألعاب الكومبيوتر وغيرها :[169]
  - ديوس - إكس
  - ريزدنت إيفل4
  - لعبة المنطقة 51 "Area 51".
  - لعبة تقمص الأدوار.
  - لعبة كارد المتنورين.
  - لعبة أسآسن كرييد.
- الرسوم المتحركة

## دليل المواقع
- ويكي مصدر (بالألمانية): التاريخ الموثق لمنظمة المتنورين لـ«فرانز إكزافير زواك», المصادر مع النص الكامل.
- ويكي مصدر (بالألمانية): ليوبولد إنجل، تاريخ منظمة المتنورين: مساهمة تاريخ ولاية بافاريا. هوغو بيرمولر، فيرلاغ، برلين، ألمانيا 1906

## كتب ومنشورات

### منشورات من قبل حكومة ولاية بافاريا
- رينر كوساندي، تصريحات حول التنظيم الداخلي لمنظمة المتنورين في بافاريا, ميونيخ، 1786.
- النوايا العظيمة لمنظمة المتنورين. ميونيخ، 1786.
- بعض الكتابات الأصلية للمتنورين، والتي حصل محامي الحكومة عليها بعد اقتحام بيت زواك في لاندشوت في 11 أكتوبر 1786 من قبل الشرطة. ميونيخ، 1786.
- المزيد من الكتابات الأصلية الأخرى، والتي تكشف المتنورين، المؤسس آدم وايسهاوبت والبارون بافيوسيشن في قلعة ساندرسدورف، وكر المتنورين. يوهان ستروبل، ميونيخ، 1787.
- يوهان هاينريش فابر، المتنورين الحقيقيون أم طقوس المتنورين الغير محسنة؟ 1788.
- أدولف كريستيان، أحدث أعمال سبارتاكوس [وايسهاوبت] وفيلو [فرانز] في منظمة المتنورين، ميونيخ، 1793, دار النشر: بوهميير"2007" ISBN 3-89094-531-7 - ISBN 978-3-89094-531-6

### منشورات آدم وايسهاوبت
- آدم وايسهاوبت، موجز تبرير النوايا, فرانكفورت، لايبزيغ، 1787.
- آدم وايسهاوبت، حول المادية والمثالية, طبعة منقحة تماما، نورمبرغ، فورتسبورغ، 1788.
- آدم وايسهاوبت، تحسين نظام المتنورين مع جميع مستوياته, الإصدار الجديد، مكتبة غراتنويرفشن، فرانكفورت، 1788.
- آدم وايسهاوبت، اعتذار السخط والشر, طبعة منقحة وموسعة. الجزء الأول، فرانكفورت، لايبزيغ، 1790.
- آدم وايسهاوبت، الحقيقة والكمال الأخلاقي, الجزء الثاني: مذاهب: أسبابها ومسبباته, الجزء الثالث: الغرض من المسببات النهائية، ريغنسبورغ، 1793-1797.
- آدم وايسهاوبت، مصباح ديوغينز أم التحقق من أخلاقنا الحديثة والتنوير، ريغنسبورغ، 1804.

### منشورات أخرى
- جين جوزيف منير، تأثير الفلاسفة والمتنورين على الثورة في فرنسا، توبنغن، 1801.
- ليوبولد إنجل، تاريخ المتنورين ومساهمتة في تاريخ ولاية بافاريا. تاريخ التاسيس (1776), العلاقة مع الماسونية، والإضطهاد من قبل اليسوعيون، والمزيد من التطور في الوقت الحاضر. بريموهلير، برلين، 1906 دار النشر: بريمن، 1906، 1985.
- رينيه فورستيير: المتنورين البافاريون والماسونية الألمانية، باريس، 1915 أعيدت الطباعة في 1974، نيويورك. وفي 4 نوفمبر 2001، ميلان ISBN 88-7252-233-1، ISBN 978-88-7252-233-2
- ريتشارد فان دولمن، جماعة الأخوة المتنورين. التمثيل والتحليل والتوثيق، شتوتغارت، 1975.
- هنري كوستين، شعوذة المتنورين. المكتبة الفرنسية، باريس، 1979.
- أسبيورن دريندال، حكام العالم في أنيرفن بيترسن وتيري أمبيرلاند. نظريات المؤامرة (666) في مركز التجارة العالمي، دور النشر الإنسانية، أوسلو، النرويج، 2003، ISBN 82-90425-69-4
- تشارلز وليام هيكثورن، الجمعيات السرية من جميع الأعمار والبلدان، جورج ريدوي، لندن، 1897.
- اويستين سورنسن، المؤامرة الكبرى: التاريخ السري لمنظمة المتنورين والعديد من أخطائها. أوسلو، النرويج، 2007. ISBN 978-82-03-23382-1